# Đệ Nhị Cộng hòa Ba Lan
Đệ nhị Cộng hòa Ba Lan, quốc hiệu là Cộng hòa Ba Lan (Rzeczpospolita Polska), là một quốc gia ở Trung và Đông Âu, tồn tại từ ngày 7 tháng 10 năm 1918 đến ngày 6 tháng 10 năm 1939. Đệ nhị Cộng hòa Ba Lan chấm dứt tồn tại sau khi bị Đức Quốc Xã, Liên Xô và Cộng hòa Slovakia xâm lược vào năm 1939, khai mạc chiến trường châu Âu của Chiến tranh thế giới thứ hai.
Năm 1938, Đệ nhị nước cộng hòa là nước lớn nhất ở châu Âu, có 27.2 triệu dân theo thống kê dân số năm 1921. Đến năm 1939, trước khi Đệ nhị thế chiến bùng nổ thì dân số tăng lên xấp xỉ 35.1 triệu người, gần như một phần ba là các dân tộc thiểu số: 13.9% người Ruthenia, 10% người Do Thái Ashkenazi, 3.1% người Bạch Nga, 2.3% người Đức và 3.4% người Séc và Litva; đương thời một số lượng lớn dân Ba Lan sống ngoài biên giới đất nước.
Khi biên giới Ba Lan định rõ năm 1922 sau vài xung đột địa phương, các nước láng giềng bao gồm Tiệp Khắc, Đức, Thành phố tự do Danzig, Litva, Latvia, Romania và Liên Xô. Ba Lan giáp biển Baltic bằng dải bờ ngắn hai bên thành phố Gdynia, gọi là Hành lang Ba Lan. Giữa tháng 3 và tháng 8 năm 1939, Ba Lan giáp Ruthenia Karpat Ruthenia, là tỉnh của Hungary. Chính trị Đệ nhị nước cộng hòa bị hậu quả Đệ nhất thế chiến, xung đột với nước láng giềng cùng việc chủ nghĩa phát xít xuất hiện ở Đức ảnh hưởng mạnh.
Nền kinh tế Đệ nhị nước cộng hòa phát triển vừa phải, các trung tâm văn hóa của nước như Warszawa, Kraków, Poznań, Wilno và Lwów trở thành đô thị châu Âu quan trọng và là nơi của đại học trứ danh quốc tế và các tổ chức giáo dục cao đẳng khác.

## Lịch sử
Sau hơn một thế kỷ bị Áo, Phổ cùng Nga phân chia, Ba Lan tái thiết thành quốc gia chủ quyền khi Đệ nhất thế chiến ở châu Âu kết thúc năm 1917-1918, Khối đồng minh thắng lợi thừa nhận Ba Lan tái sinh trong Hòa ước Versailles tháng 6 năm 1919, là một thành tích lớn của Hòa hội Paris năm 1919. Ba Lan củng cố nền độc lập bằng một chuỗi chiến tranh biên giới do Lục quân Ba Lan mới thành lập tiến hành từ năm 1918 đến 1921, biên giới phía đông dàn xếp một cách ngoại giao năm 1922 và có Hội vạn quốc công nhận.

### Đệ nhất thế chiến kết thúc
Trong Đệ nhất thế chiến (1914-1918), Đức dần dần giành được ưu thế ở Mặt trận phía đông trong khi Lục quân Nga hoàng gia rút lui, quân đội Đức cùng Áo-Hung chiếm lấy lãnh thổ thuộc Nga mà sẽ thành Ba Lan. Trong nỗ lực giải quyết vấn đề Ba Lan thất bại, Đức thành lập chính phủ bù nhìn ngày 5 tháng 11 năm 1916 có Hội đồng quốc gia lâm thời và (từ 15 tháng 10 năm 1917) Hội đồng nhiếp chính. Hội đồng quản trị nước theo quyền Đức đến khi tổ chức bầu cử quốc vương, ngày 11 tháng 11 năm 1918, một tháng trước khi Đức đầu hàng và chiến tranh kết thúc, Hội đồng quyền nhiếp giải tán Hội đồng quốc gia lâm thời và tuyên bố khôi phục nền độc lập Ba Lan (7 tháng 10 năm 1918). Ngoại trừ Đảng dân chủ xã hội Vương quốc Ba Lan và Litva Mác khuynh thì hầu hết chính đảng Ba Lan ủng hộ quyết định, ngày 23 tháng 11 Hội đồng quyền nhiếp thành lập chính phủ mới do Józef Świeżyński lãnh đạo và bắt đầu tổ chức nhập ngũ Lục quân Ba Lan.

### Việc thành lập nước cộng hòa

Quốc huy Ba Lan 1919-1927

Từ năm 1918 đến 1919, hơn 100 hội đồng công nhân nổi lên trong nước, ngày 5 tháng 11 năm 1918 Xô viết đại biểu đầu tiên thành lập ở Lublin. Ngày 6 tháng 11 giới xã hội chủ nghĩa tuyên bố thành lập Nước cộng hòa Tarnobrzeg ở Galicia, Áo, cùng ngày nhà xã hội chủ nghĩa Ignacy Daszyńsk thành lập Chính phủ nhân dân lâm thời nước Cộng hòa Ba Lan (Tymczasowy Rząd Ludowy Republiki Polskiej) ở Lublin. Chủ Nhật ngày 10 tháng 11 lúc 7 giờ sáng, Józef Piłsudski, mới được thả sau khi ngồi tù Đức 16 tháng ở Magdeburg, về Warszawa bằng tàu, cùng với Đại tá Kazimierz Sosnkowski được Nhiếp chính Zdzisław Lubomirski và Đại tá Adam Koc đón tiếp. Ngày hôm sau, do nổi tiếng và có nhiều chính đảng ủng hộ nên Hội đồng quyền nhiếp bổ nhiệm Pilsudski làm Tổng tư lệnh Quân đội Ba Lan, ngày 14 tháng 11 Hội đồng tự giải tán giao quyền hành cho Pilsudski làm quốc trưởng (Naczelnik Państwa). Sau khi tư vấn Pilsudski, chính phủ Daszyński tự giải tán và chính phủ mới thành lập có Jędrzej Moraczewski lãnh đạo. Năm 1918 Ý làm nước đầu tiên ở châu Âu công nhận chủ quyền khôi phục của Ba Lan.

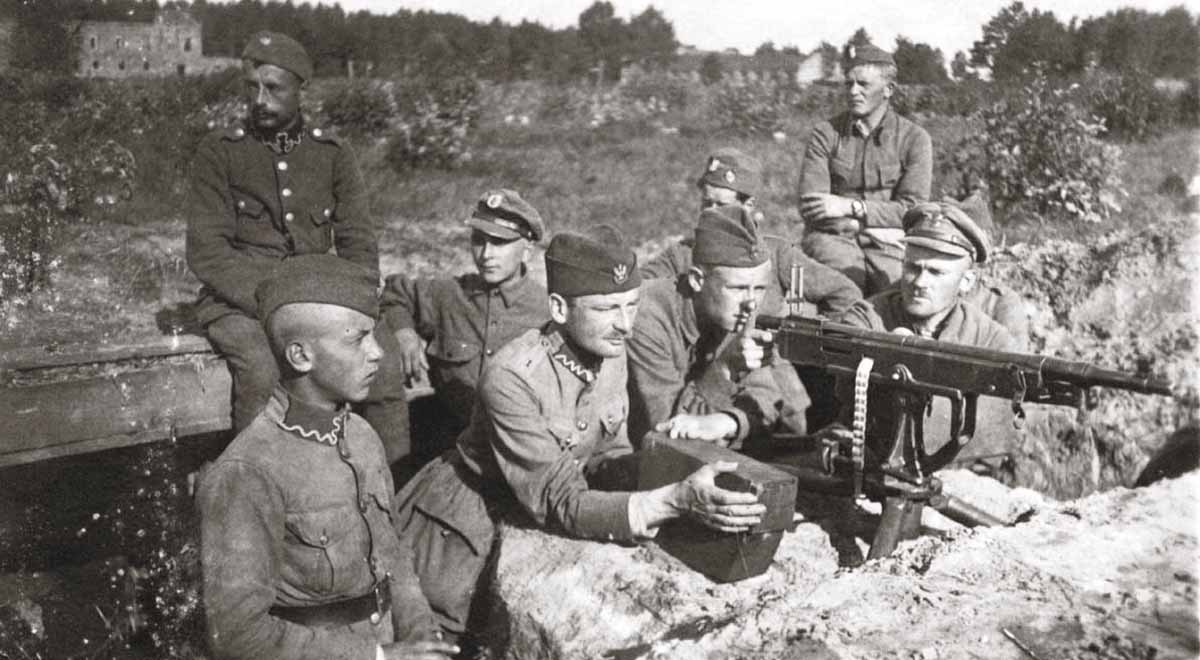
Phòng tuyến Ba Lan ở Miłosna trong Trận Warszawa quyết định tháng 8 năm 1920

Trung tâm chính phủ thành lập đương thời ở Galicia (trước kia Nam Ba Lan thuộc Áo) bao gồm Hội đồng quốc gia Công quốc Cieszyn (thành lập tháng 11 năm 1918), Nước cộng hòa Zakopane và Ủy ban thanh toán Ba Lan. Sớm sau đó, Chiến tranh Ba Lan-Ukraina của Nước cộng hòa nhân dân Tây Ukraina với đơn vị không chính quy Ba Lan tên là Lwów Eaglets, sau này có Lục quân Ba Lan giúp đỡ [xem Trận Lviv (1918), Trận Przemyśl (1918)], bùng nổ ở Lviv (1 tháng 11 năm 1918), trong khi đó ở tây Ba Lan, chiến tranh giải phóng dân tộc khác phát động theo Cuộc khởi nghĩa đại Ba Lan (1918-1919). Tháng 1 năm 1919, quân Tiệp Khắc tấn công đơn vị Ba Lan ở khu Zaolzie (xem Chiến tranh Ba Lan-Tiệp Khắc), sớm sau đó Chiến tranh Ba Lan-Litva (1919-1920) bắt đầu; tháng 8 năm 1919 cư dân nói tiếng Ba Lan ở Upper Silesia tiến hành ba Khởi nghĩa Silesia. Xung đột quân sự quan trọng nhất bấy giờ, Chiến tranh Nga-Ba Lan, kết thúc bằng thắng lợi Ba Lan, năm 1919 chính phủ Warszawa tiêu diệt nước Cộng hòa Tarnobrzeg và các hội đồng công nhân.

## Chính trị

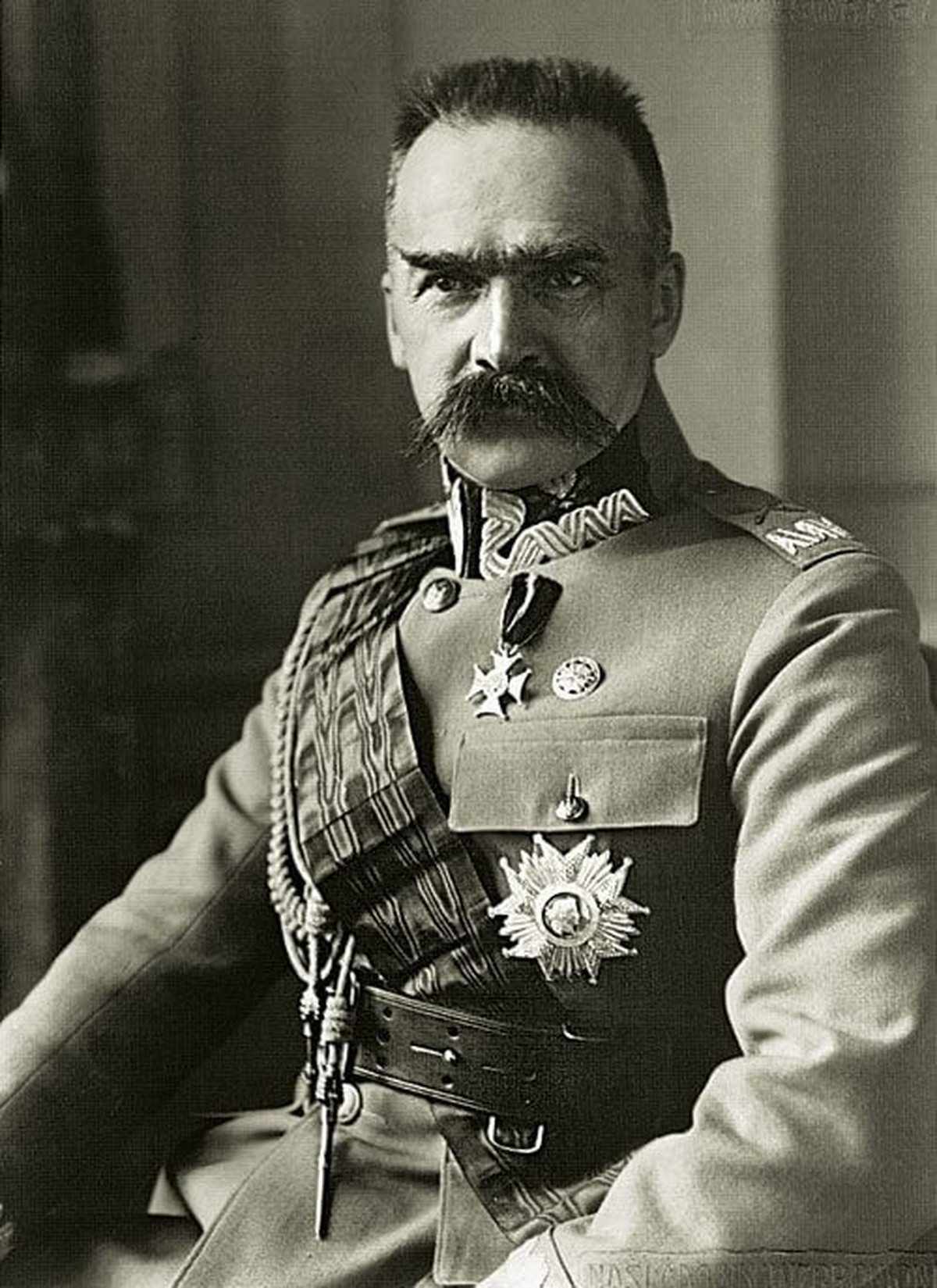
Józef Piłsudski, Quốc trưởng (Naczelnik Państwa) từ tháng 11 năm 1918 đến tháng 12 năm 1922

Chính thể Đệ nhị nước cộng hòa là dân chủ đại nghị từ năm 1919 (xem Hiến pháp năm 1919) đến 1926, Tổng thống có quyền hạn chế, do Quốc hội bầu và có thể bổ nhiệm Thủ tướng cùng chính phủ có Hạ viện đồng ý, nhưng được giải tán Hạ viện chỉ nếu Thượng viện đồng ý. Hơn nữa, quyền ban hành sắc lệnh bị hạn chế vì Thủ tướng và Bộ trưởng thích hợp phải phó thự sắc lệnh. Ba Lan là nước đầu tiên quy định quyền bỏ phiếu phụ nữ, phụ nữ ở Ba Lan được bầu ngày 28 tháng 11 năm 1918 theo sắc lệnh của Józef Piłsudski.
Chính đảng quan trọng bấy giờ bao gồm Đảng xã hội chủ nghĩa Ba Lan, Đảng dân chủ quốc dân, Đảng nhân dân, Đảng dân chủ cơ đốc giáo và các tổ chức chính trị của dân tộc thiểu số (người Đức: Đảng dân chủ xã hội Đức Ba Lan, người Do Thái: Đảng lao động Do Thái phổ thông Ba Lan và Đảng công nhân xã hội chủ nghĩa Do Thái thống nhất, người Ukraina: Liên minh dân chủ quốc gia Ukraina). Chính phủ thay đổi thường xuyên (xem Cuộc bầu cử lập pháp Ba Lan năm 1919, cuộc bầu cử Ba Lan năm 1922) cùng với tai tiếng của giới chính khách (cáo buộc tham nhũng hay Nỗ lực đảo chính Ba Lan năm 1919) làm họ ngày càng mất lòng dân, nhiều chính khách quan trọng đương thời, ngoài Pilsudski, bao gồm nhà hoạt động nông dân Wincenty Witos (Thủ tướng ba lần) và lãnh đạo hữu khuynh Roman Dmowsky. Dân tộc thiểu số có đại biểu ở Hạ viện, ví dụ từ năm 1928 đến 1930 có Nhóm Ukraina-Bạch Nga có 26 thành viên người Ukraina và bốn người Bạch Nga.

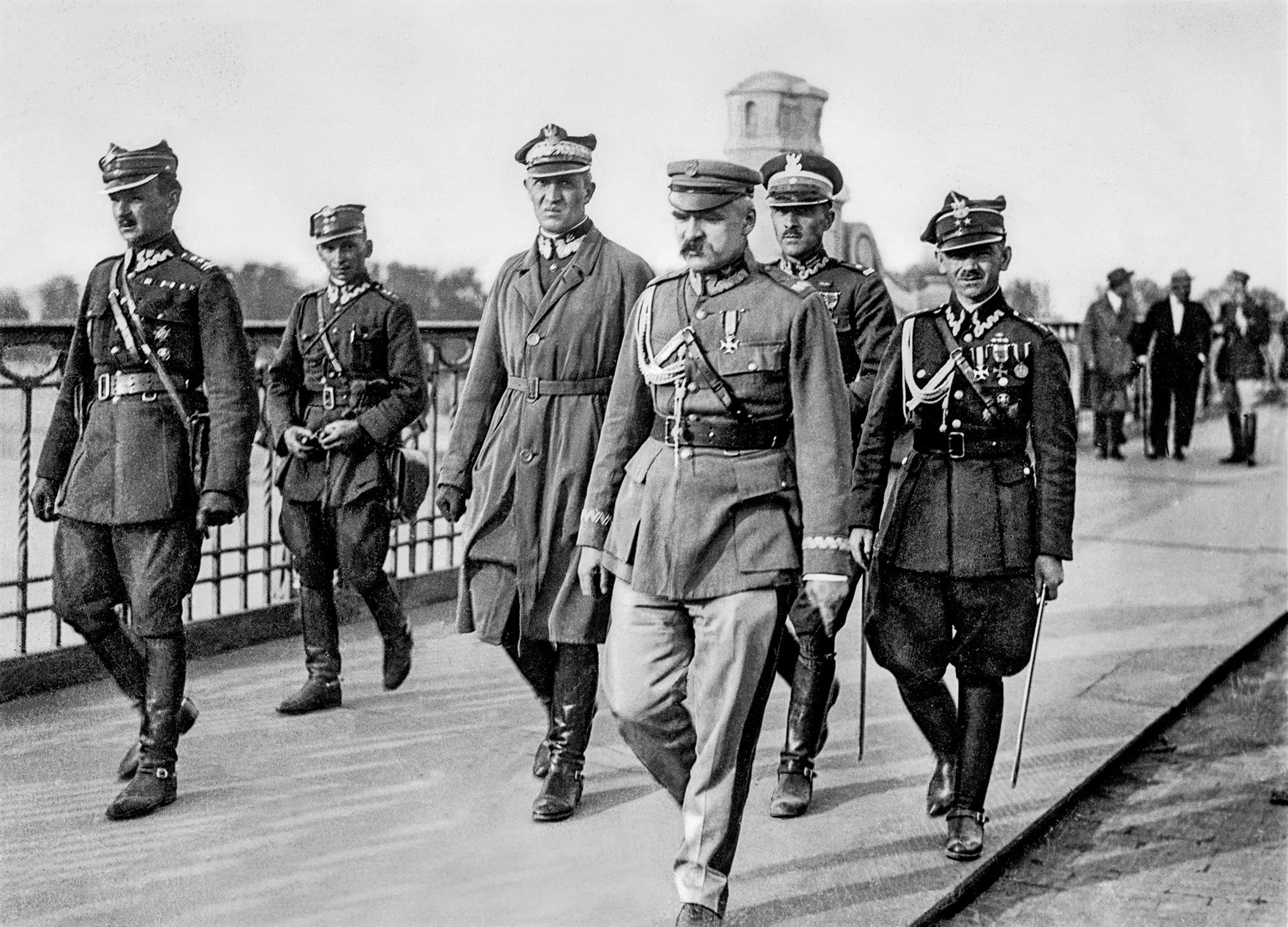
Cuộc đảo chính tháng năm (1926)

Sau Chiến tranh Nga-Ba Lan, Nguyên soái Pilsudski sống khiêm tốn, viết sách lịch sử để mưu sinh, sau khi đoạt quyền bằng Cuộc đảo chính quân sự tháng 5 năm 1926, ông nhấn mạnh ông muốn chữa lành xã hội cùng chính trị Ba Lan khỏi căn bệnh đảng phái; chế độ của ông, vì vậy, gọi là Sanacja trong tiếng Ba Lan. Cuộc bầu cử quốc năm 1928 vẫn tự do và công bằng, dù Khối hợp tác chính phủ vô đảng phái thân Pilsudski thắng, ba cuộc bầu cử tiếp theo (năm 1930, 1935 và 1938) đều bị dàn xếp và nhà hoạt động đối lập giam ở Nhà tù Bereza Kartuska (xem phiên tòa Brest), hậu quả là Phái đoàn kết dân tộc thân chính phủ thắng đa số lớn. Pilsudski chết ngay sau khi hiến pháp chuyên chế phê chuẩn mùa xuân năm 1935, trong bốn năm cuối cùng của Đệ nhị nước cộng hòa, chính khách quan trọng bao gồm Tổng thống Ignacy Mościcki, Bộ trưởng ngoại giao Józef Beck và Tổng tư lệnh lục quân Ba Lan Edward Rydz-Śmigły. Ba Lan chia thành 104 tuyển khu, các chính khách buộc phải rời nước thành lập Mặt trận Morges năm 1936. Chính phủ trị quốc trong những năm cuối cùng thường gọi là Đại tá Pilsudski chế.
| Tổng thống và Thủ tướng (Tháng 11 năm 1918 – Tháng 9 năm 1939) Bản mẫu:Polish statehood - Józef Piłsudski (22 tháng 11 năm 1918 – 9 tháng 12 năm 1922) - Gabriel Narutowicz (9 tháng 12 năm 1922 – 16 tháng 12 năm 1922) - Stanisław Wojciechowski: 20 tháng 12 năm 1922 – 14 tháng 5 năm 1926) - Ignacy Mościcki – 1 tháng 6 năm 1926 – 30 tháng 9 năm 1939) - Bolesław Wieniawa-Długoszowski – 1 tháng 10 năm 1939) - Jędrzej Moraczewski (18 tháng 11 năm 1918 – 16 tháng 1 năm 1919) - Ignacy Paderewski (18 tháng 1 năm 1919 – 27 tháng 11 năm 1919) - Leopold Skulski (13 tháng 12 năm 1919 – 9 tháng 6 năm 1920) - Władysław Grabski (27 tháng 6 năm 1920 – 24 tháng 7 năm 1920) - Wincenty Witos (24 tháng 7 năm 1920 – 13 tháng 9 năm 1921) - Antoni Ponikowski (19 tháng 9 năm 1921 – 5 tháng 3 năm 1922) - Antoni Ponikowski (10 tháng 3 năm 1922 – 6 tháng 6 năm 1922) - Artur Śliwiński (28 tháng 6 năm 1922 – 7 tháng 7 năm 1922) - Wojciech Korfanty (14 tháng 7 năm 1922 – 31 tháng 7 năm 1922) - Julian Nowak (31 tháng 7 năm 1922 – 14 tháng 12 năm 1922) - Władysław Sikorski (16 tháng 12 năm 1922 – 26 tháng 5 năm 1923) - Wincenty Witos (28 tháng 5 năm 1923 – 14 tháng 12 năm 1923) - Władysław Grabski (19 tháng 12 năm 1923 – 14 tháng 11 năm 1925) - Aleksander Skrzyński (20 tháng 11 năm 1925 – 5 tháng 5 năm 1926) - Wincenty Witos (10 tháng 5 năm 1926 – 14 tháng 5 năm 1926) - Kazimierz Bartel (15 tháng 5 năm 1926 – 4 tháng 6 năm 1926) - Kazimierz Bartel (8 tháng 6 năm 1926 – 24 tháng 9 năm 1926) - Kazimierz Bartel (27 tháng 9 năm 1926 – 30 tháng 9 năm 1926) - Józef Piłsudski (2 tháng 10 năm 1926 – 27 tháng 6 năm 1928) - Kazimierz Bartel (27 tháng 6 năm 1928 – 13 tháng 4 năm 1929) - Kazimierz Świtalski (14 tháng 4 năm 1929 – 7 tháng 12 năm 1929) - Kazimierz Bartel (29 tháng 12 năm 1929 – 15 tháng 3 năm 1930) - Walery Sławek (29 tháng 3 năm 1930 – 23 tháng 8 năm 1930) - Józef Piłsudski (25 tháng 8 năm 1930 – 4 tháng 12 năm 1930) - Walery Sławek (4 tháng 12 năm 1930 – 26 tháng 5 năm 1931) - Aleksander Prystor (27 tháng 5 năm 1931 – 9 tháng 5 năm 1933) - Janusz Jędrzejewicz (10 tháng 5 năm 1933 – 13 tháng 5 năm 1934) - Leon Kozłowski (15 tháng 5 năm 1934 – 28 tháng 3 năm 1935) - Walery Sławek (28 tháng 3 năm 1935 – 12 tháng 10 năm 1935) - Marian Zyndram-Kościałkowski (13 tháng 10 năm 1935 – 15 tháng 5 năm 1936) - Felicjan Sławoj Składkowski (15 tháng 5 năm 1936 – 30 tháng 9 năm 1939) |

### Quân đội

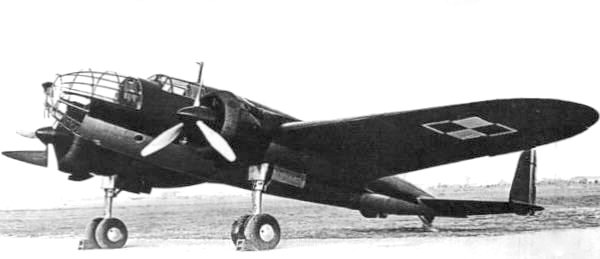
PZL.37 Łoś máy bay ném bom hạng trung hai động cơ Ba Lan.

Ba Lan chiến gian có quân đội lớn đáng kể có 950,000 quân lính hiện dịch trong 37 sư đoàn bộ binh, 11 lữ đoàn kỵ binh và hai lữ đoàn bọc thép, cộng thêm đơn vị pháo binh, 700,000 người làm lính dự bị. Khi Đệ nhị thế chiến bùng nổ, quân đội Ba Lan có thể bố trí gần một triệu lính, 4,300 khẩu súng, 1,280 xe tăng và 745 phi cơ.
Việc huấn luyện quân đội rất kỹ lưỡng, giới hạ sĩ quan có kiến thức chuyên môn và lý tưởng cao đẹp. Sĩ quan cao cấp cùng sơ cấp liên tục ôn luyện ở chiến trường và giảng đường, nơi thành tựu kỹ thuật hiện đại và bài học về chiến tranh đương đại bày tỏ và bàn luận. Trang bị quân đội ít phát triển về mặt kỹ thuật hơn Đức Quốc Xã và cuộc vận động tái vũ trang bị sự tự tin với ủng hộ quân sự Tây Âu cùng khó khăn tài chính làm chậm lại.

## Kinh tế

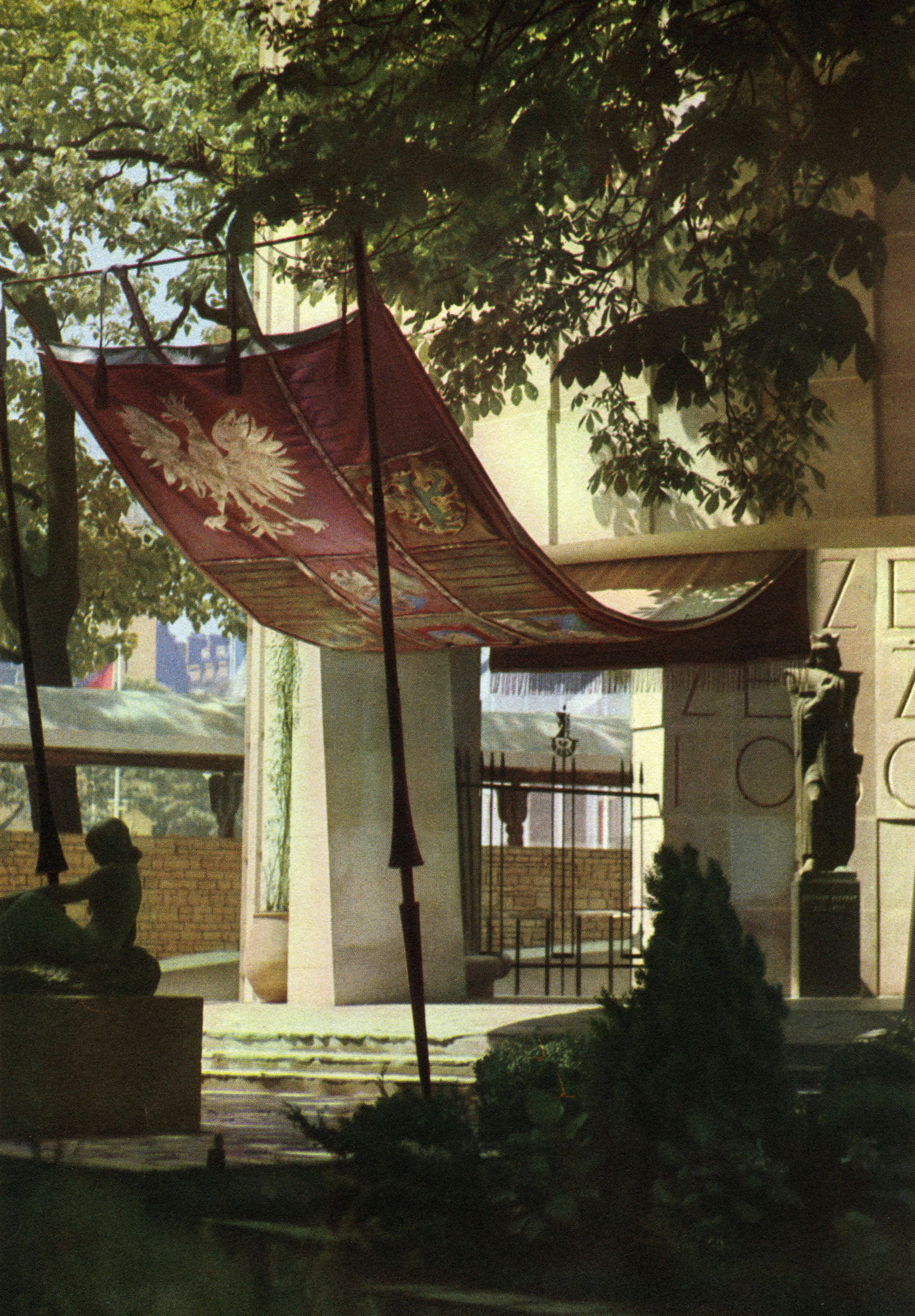
Rạp Ba Lan ở Cuộc triển lãm năm 1937 ở Paris

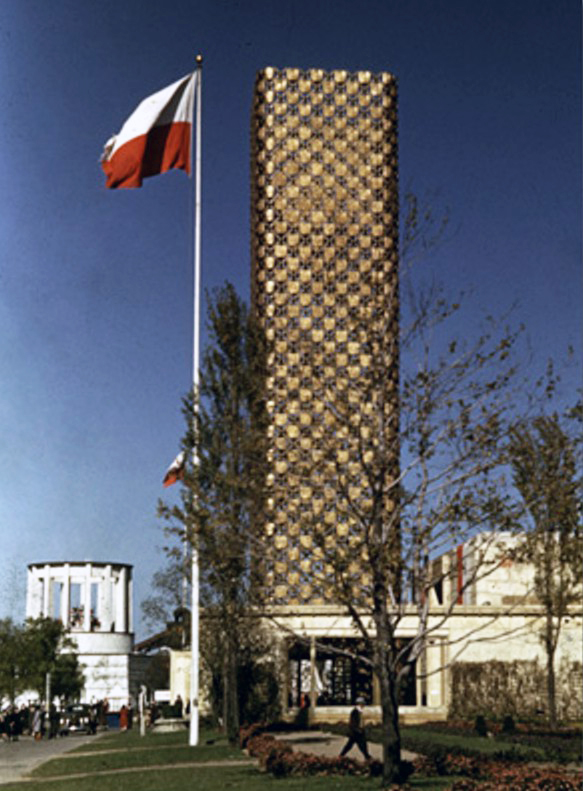
Rạp Ba Lan ở Cuộc triển lãm thế giới năm 1939 ở New York City

Sau khi giành được độc lập, Ba Lan có nhiều vấn đề kinh tế nghiêm trọng, ngoài sự tàn phá do Đệ nhất thế chiến, việc Đức cùng Nga bóc lội nền kinh tế Ba Lan và sự phá hoại bởi quân đội rút lui thì còn có vấn đề thống nhất kinh tế các khu vực từng thuộc về các nước khác nhau. Trong biên giới nước có tàn dư của ba hệ thống kinh tế khác nhau có năm loại tiền tệ (Mác Đức, Rúp Nga, Krone Áo, Marka Ba Lan và Ostrubel Đức) mà thiếu liên kết cơ sở hạ tầng, tình trạng tệ đến nỗi các trung tâm công nghiệp láng giềng và thành phố lớn không có đường sắt vì từng thuộc về các nước khác nhau; như ví dụ, không có đường sắt trực tiếp từ Warszawa đến Kraków cho đến năm 1934. Melchior Wańkowicz miêu tả tình trạng trong cuốn Sztafeta.
Thêm vào đó có sự hủy diệt lớn sau Đệ nhất thế chiến và Chiến tranh Nga-Ba Lan, ngoài ra vùng phía đông (Ba Lan B) và phía tây (Ba Lan A) có bất bình đẳng kinh tế lớn, vùng phía tây và đặc biệt vùng từng thuộc về Đế quốc Đức phát triển và thịnh vượng hơn nhiều. Ải quan đóng cửa thường xuyên cùng chiến tranh quan thuế ảnh hưởng kinh tế Ba Lan một cách tiêu cực, năm 1924 Thủ tướng kiêm Bộ trưởng kinh tế Wladyslaw Grabski quy định đồng zloty làm quốc tế duy nhất cho Ba Lan (thay thế marka Ba Lan), đương thời ổn định. Đồng zloty giúp Ba Lan kiểm soát siêu lạm phát trầm trọng, khiến Ba Lan là nước châu Âu duy nhất có thể làm được mà không có vay nước ngoài hay viện trợ. Suất tăng trưởng GDP trung bình là 5.24% từ năm 1920-1929 và 0.34% từ năm 1929-1938.
GDP per capita
| Năm  | Đô la quốc tế |
| ---- | ------------- |
| 1922 | 1,382         |
| 1929 | 2,117         |
| 1930 | 1,994         |
| 1931 | 1,823         |
| 1932 | 1,658         |
| 1933 | 1,590         |
| 1934 | 1,593         |
| 1935 | 1,597         |
| 1936 | 1,626         |
| 1937 | 1,915         |
| 1938 | 2,182         |

Quan hệ thù nghịch với các nước láng giềng là vấn đề lớn của nền kinh tế Ba Lan chiến gian, năm 1937 ngoại thương chiếm chỉ 21%. Ngoại thương với Đức, là nước láng giềng quan trọng nhất của Ba Lan, chiếm 14.3% ngoại thương Ba Lan, với Liên Xô (0.8%) gần như không có, Tiệp Khắc thì 3.9%, Latvia 0.3% và Romania 0.8%. Đến giữa năm 1938, sau khi Áo sáp nhập vào Đức, Đại Đức phụ trách 23% của ngoại thương Ba Lan.

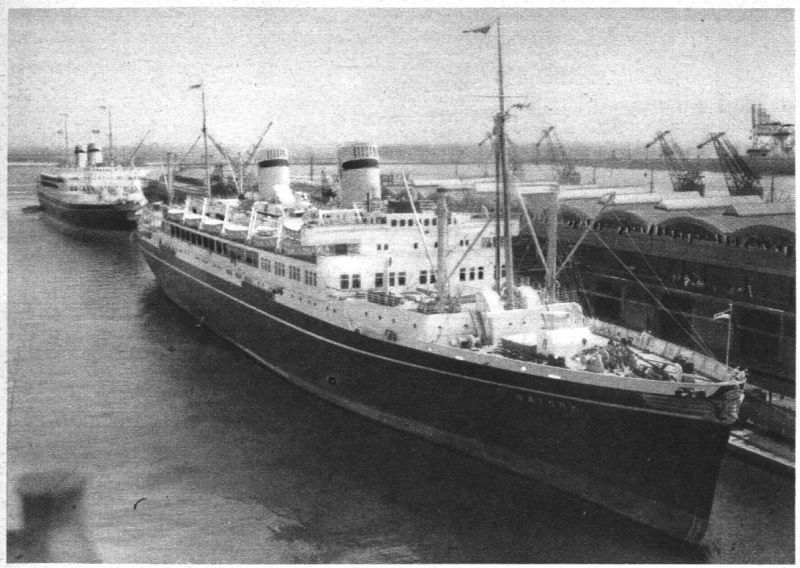
MS Batory và MS Piłsudski của Ba Lan ở cảng biển Gdynia ngày 18 tháng 12 năm 1937

Cơ sở của việc phục hồi kinh tế của Ba Lan sau Đại khủng hoảng là các kế hoạch kinh tế đại chúng (xem Kế hoạch bốn năm) hoạch định xây dựng ba yếu tố cơ sở hạ tầng then chốt. Thứ nhất là cảng biển Gdynia, cho phép Ba Lan vượt qua Gdańsk (bị Đức thúc ép mạnh tấy chay xuất khẩu than Ba Lan), thứ hai là đường ray 50 kílômét từ Thượng Silesia đến Gdynia, gọi là Đường ray than Ba Lan, phục vụ tàu chở thang, thứ ba là khu công nghiệp trung ương tên là Centralny Okręg Przemysłowy; không may thì các công cuộc phát triển đình chỉ và bị quân Đức và Xô Viết phá hủy hầu hết đầu Đệ nhị thế chiến. Các thành tích khác bao gồm Stalowa Wola (thành phố mới, xây trong rừng quanh nhà máy thép, Mościce (hiện tại là huyện của Tarnów, có nhà máy nitrat lớn) và việc thành lập ngân hàng trung ương, có nhiều hội chợ thương mại, phổ biến nhất là Cuộc triển lãm quốc tế Poznań, Hội chợ thương mại phương đông ở Lwów và Hội chợ thương mại phương bắc ở Wilno. Đài Ba Lan có 10 trạm (xem Trạm phát thanh ở Ba Lan chiến gian), trạm thứ 11 dự định mở mùa thu năm 1939, hơn nữa năm 1935 kỹ sư Ba Lan bắt đầu phát triển dịch vụ truyền hình và đầu năm 1939 chuyên gia của Đài Ba Lan chế tạo bốn bộ truyền hình. Phim đầu tiên chiếu bằng truyền hình Ba Lan thử nghiệm là Barbara Radziwiłłówna, đến năm 1940 thì dịch vụ truyền hình phổ biến dự định.
Ba Lan chiến gian có vô số vấn đề xã hội, suất thất nghiệp cao, nghèo nàn phổ tại ở vùng nông thôn dẫn tới bất ổn xã hội như Cuộc bạo loạn Kraków năm 1923, Cuộc đình công nông dân Ba Lan năm 1937; có xung đột với dân tộc thiểu số như Cuộc bình định người Ukraina ở Đông Galicia (1930), quan hệ với nước láng giềng đôi khi phức tạp (Liên xô đột kích Stolpce, Xung đột biên giới Ba Lan-Tiệp Khắc, Tối hậu thư Ba Lan đến Litva năm 1938). Cộng những việc này có thảm họa tự nhiên như Lũ lụt Ba Lan năm 1934.

### Trung tâm công nghiệp quan trọng

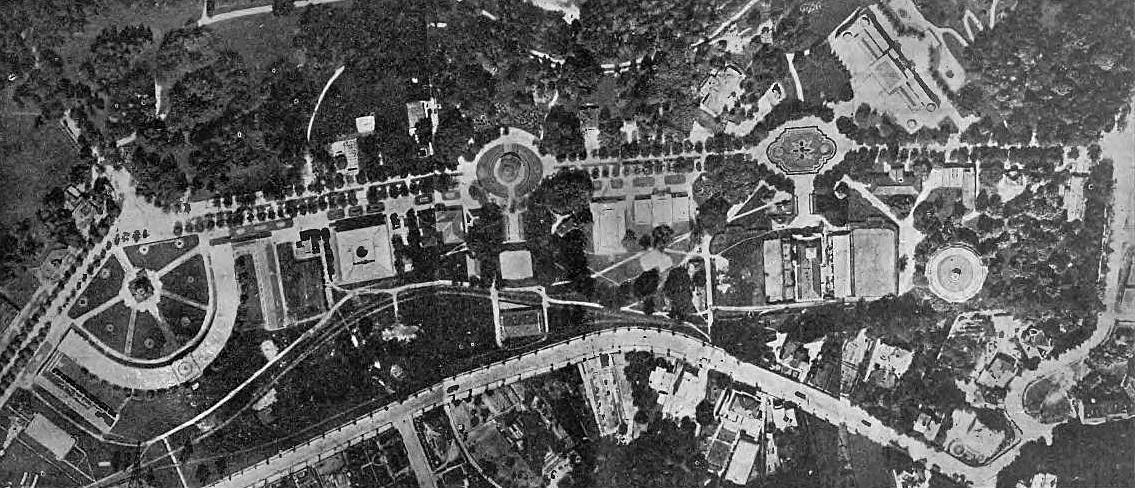
Hội chợ thương mại phương đông ở Lwów năm 1936

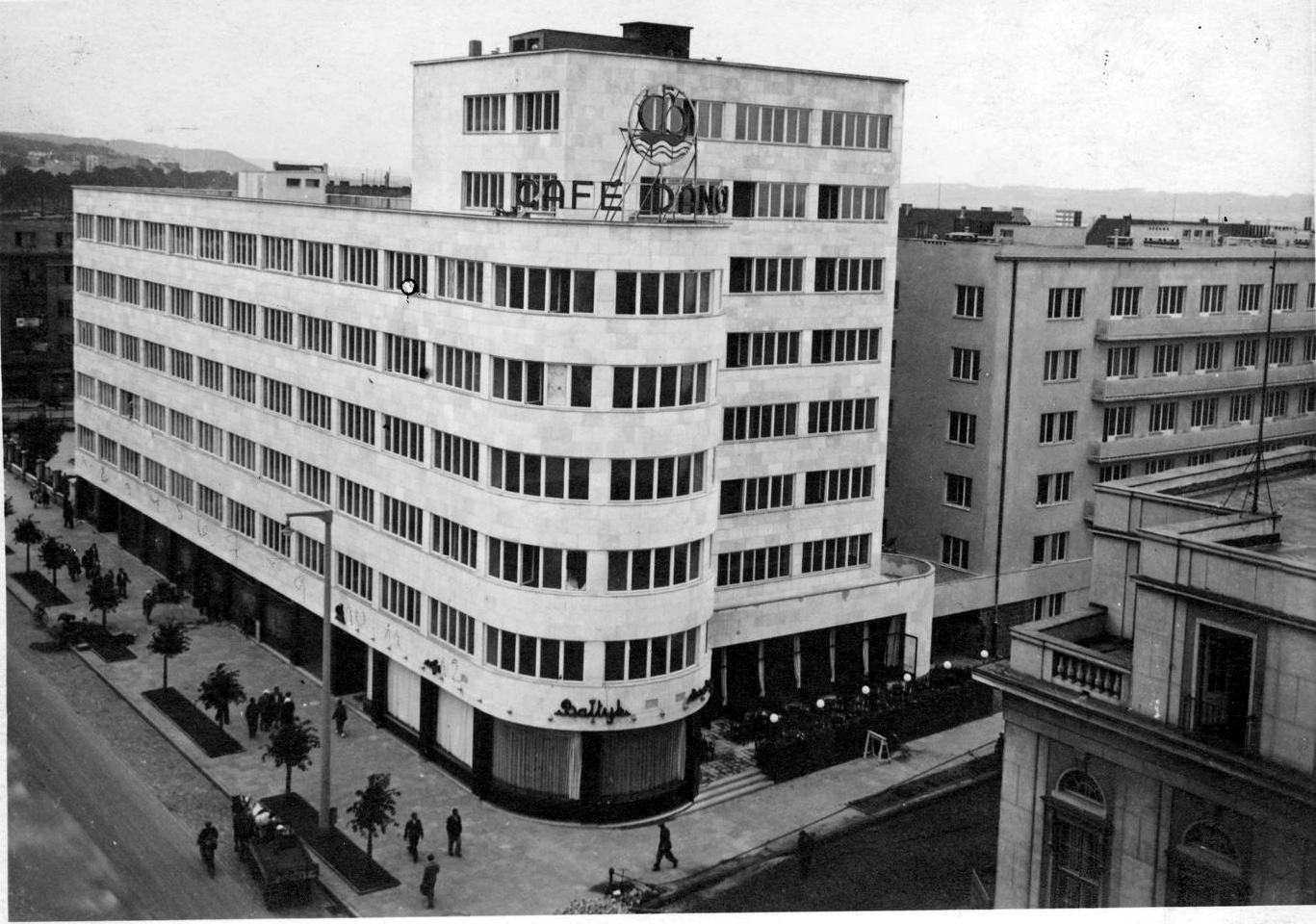
Gdynia, cảng biển Ba Lan hiện đại thành lập năm 1926

Trong thời kỳ chiến gian, Ba Lan không chính thức chia thành hai phần: "Ba Lan A" phát triển hơn ở phía tây và "Ba Lan B" kém phát triển; công nghiệp tập trung ở vùng phía tây, hầu hết ở Thượng Silesia và tỉnh Zagłębie Dąbrowskie tại Tiểu Ba Lan, nơi đa số mỏ than và nhà máy thép ở. Hơn nữa, các nhà máy công nghiệp nặng nằm ở Częstochowa (Huta Częstochowa, thành lập năm 1896), Ostrowiec Świętokrzyski (Huta Ostrowiec, thành lập năm 1837-1839), Stalowa Wola (thành phố công nghiệp mới, dựng từ đầu năm 1937-1938), Chrzanów (Fablok, thành lập năm 1919, Jaworzno, Trzebinia (nhà máy lọc dầu, khai mạc năm 1895), Łódź (thủ đô ngành dệt may), Poznań (H. Cegielski – Poznań), Kraków và Warszawa (Nhà máy Ursus), về phía đông ở Kresy thì trung tâm công nghiệp bao gồm hai thành phố của vùng, Lwów và Wilno (Elektrit).
Ngoài khai thác than, Ba Lan còn có mỏ dầu ở Boryslaw, Drohobycz, Jaslo và Gorlice (xem Polmin), muối kali (TESP) và đá bazan (Janowa Dolina). Ngoài các khu công nghiệp đang có thì giữa thập niên 30 một công trình quốc gia tán trợ và đầy tham vọng tên là Khu vực công nghiệp trung ương tiến hành theo Bộ trưởng Eugeniusz Kwiatkowski. Một trong các đặc trưng của nền kinh tế Ba Lan là quá trình quốc hữu hóa từ từ các nhà máy chính như Nhà máy Ursus (xem Państwowe Zakłady Inżynieryjne) và nhiều xưởng thép như Huta Pokój ở Ruda Śląska, Nowy Bytom, Huta Królewska ở Chorzów, Królewska Huta, Huta Laura ở Siemianowice Śląskie và Scheibler và Grohman Works ở Łódź.

### Vận tải

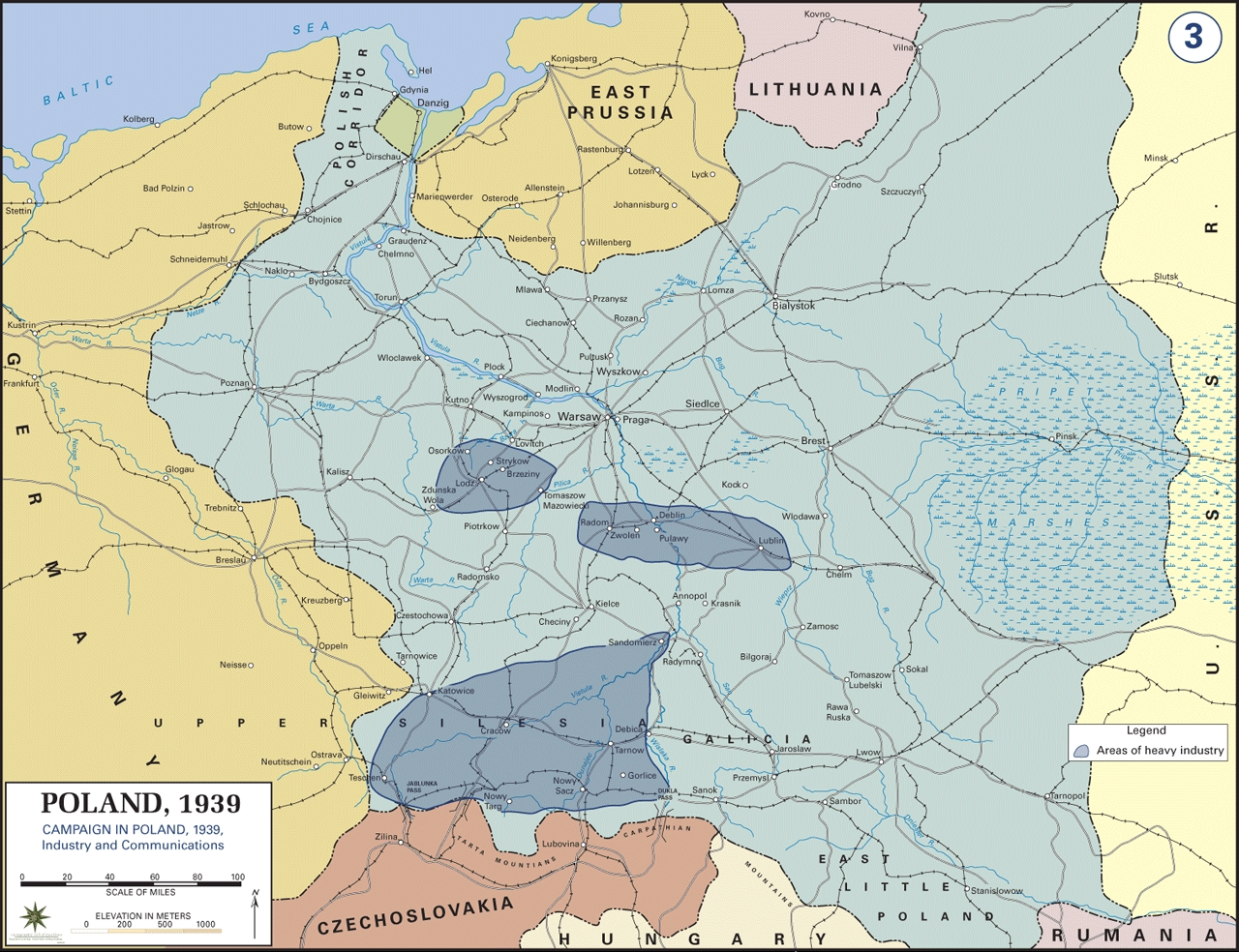
Công nghiệp và vận tải Ba Lan trước Đệ nhị thế chiến

Theo Niên giám thống kê Ba Lan năm 1939, độ dài đường sắt tổng cộng (tính đến ngày 31 tháng 12 năm 1937) là 20,118 km (12,501 dặm), mật độ đường sắt là 5.2 km (3.2 dặm) mỗi 100 km² (39 dặm vuông). Đường sắt nhiều hơn ở phần phía tây của nước, trong khi ở phần phía đông,đặc biệt Polesia thì không có ở vài huyện. Trong thời kỳ chiến gian, chính phủ đặt vài tuyến đường, chủ yếu ở phần trung tâm của nước (xem Đường sắt quốc gia Ba Lan mùa hè năm 1939), nhưng việc xây dựng Trạm xe lửa Warszawa Glównna không bao giờ hoàn thành bởi Đệ nhị thế chiến; xe lửa Ba Lan nổi tiếng vì đúng giờ (xem Luxtorpeda, Strzała Bałtyku, Latający Wilnianin).
Trong thời kỳ chiến gian, mạng lưới cầu đường Ba Lan rất rậm rạp, nhưng chất lượng thường kém: chỉ 7% số đường lát và có thể được xe cộ dùng, không thành phố lớn nào kết nối với nhau bằng quốc lộ chất lượng cao. Ba Lan đặt chỉ một quốc lộ 28 km nối Warlubie và Osiek (trung bắc Ba Lan) năm 1939 do kỹ sư Ý Piero Puricelli thiết kế.

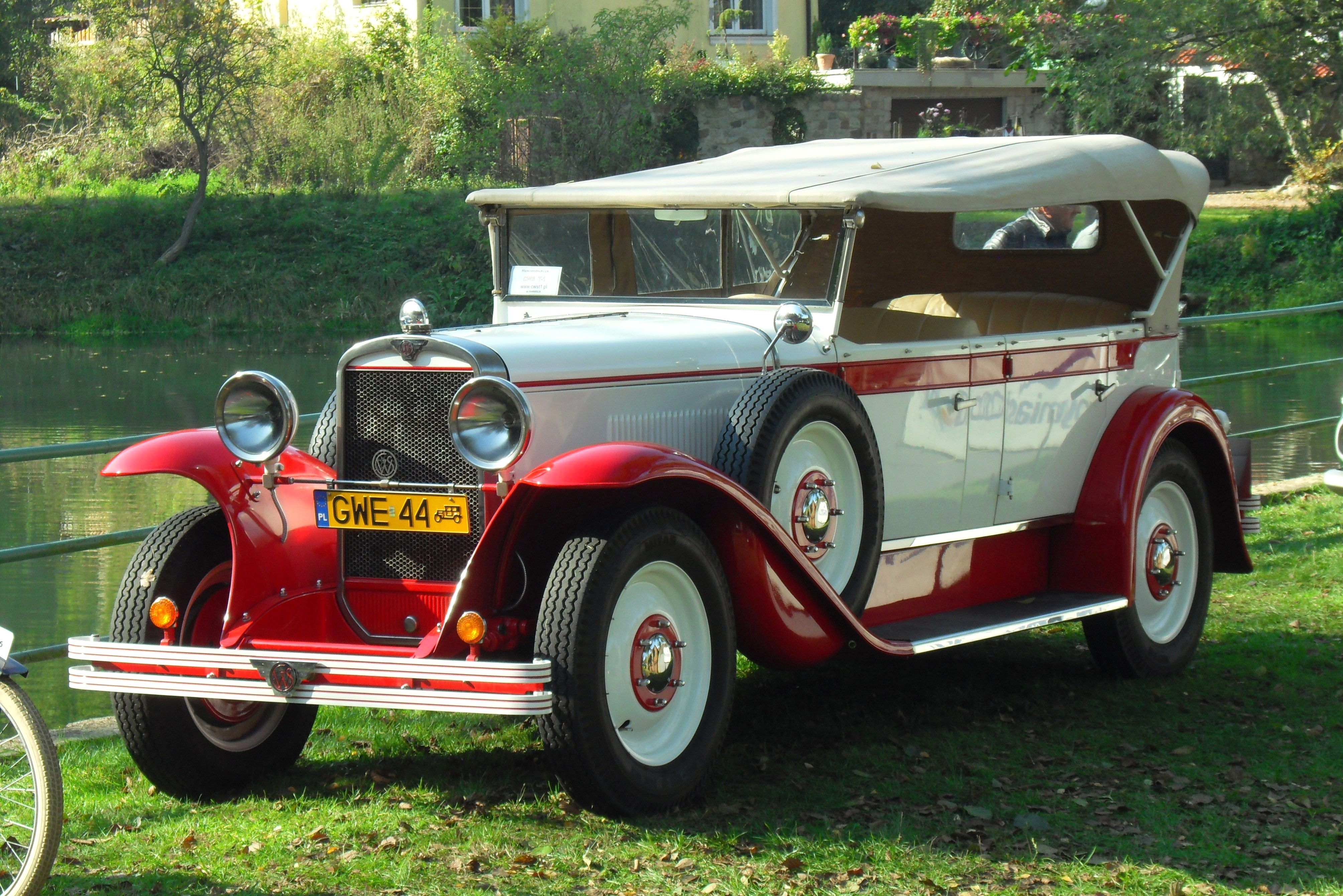
CWS T-1 Torpedo là chiếc xe sản xuất hàng loạt đầu tiên chế tạo ở Ba Lan.

Giữa thập niên 30, Ba Lan có 340,000 km (211,266 dặm) đường, nhưng chỉ 58,000 có mặt đường cứng (sỏi, đá cuội hay đá Bỉ) và chỉ 2,500 thì hiện đại, có mặt đường bằng nhựa hay bê tông. Ở các phần khác nhau của nước có đường lát dừng đột ngột mà thành đường đất, tình trạng kém của đường xá bởi sự thống trị nước ngoài cùng thiếu kinh phí. Ngày 29 tháng 1 năm 1931, Quốc hội thành lập Quỹ đường xá quốc gia có mục đích thu tiền để xây dựng và bảo tồn cầu đường. Chính phủ hoạch định kế hoạch 10 năm có các ưu tiên cầu đường sau đây: quốc lộ từ Wilno, qua Warszawa và Kraków, đến Zakopane (tên là Quốc lộ Marshal Pilsudski), quốc lộ nhựa đường từ Warszawa đến Poznań và Łódź cùng đường vành đai Warszawa. Tuy nhiên, ngân sách quốc gia không đủ tiền để chi trả cho kế hoạch quá tham vọng, tháng 1 năm 1938 Đại hội đường xá Ba Lan ước tính rằng Ba Lan cần phải chi gấp ba lần cho đường xá để bắt kịp Tây Âu.
Năm 1939, trước khi chiến tranh bùng phát, LOT Polish Airlines, thành lập năm 1929, có trung tâm ở Sân bay Frédéric Chopin Warszawa, bấy giờ hãng hàng không cung cấp và dịch vụ quốc tế lẫn nội địa. Warszawa có chuyến kết nối thường xuyên đến Gdynia-Rumia, Danzig-Langfuhr, Katowice-Muchowiec, Kraków-Rakowice-Czyżyny, Lwów-Sknilów, Poznań-Ławica và Wilno-Porubanek. Hơn nữa, bằng cách hợp tác với Air France, LARES, Lufthansa và Malert mà các chuyến bay quốc tế đến Athens, Beirut, Berlin, Bucharest, Budapest, Helsinki, Kaunas, London, Paris, Praha, Riga, Rome, Tallinn và Zagreb có thể duy trì.

### Nông nghiệp

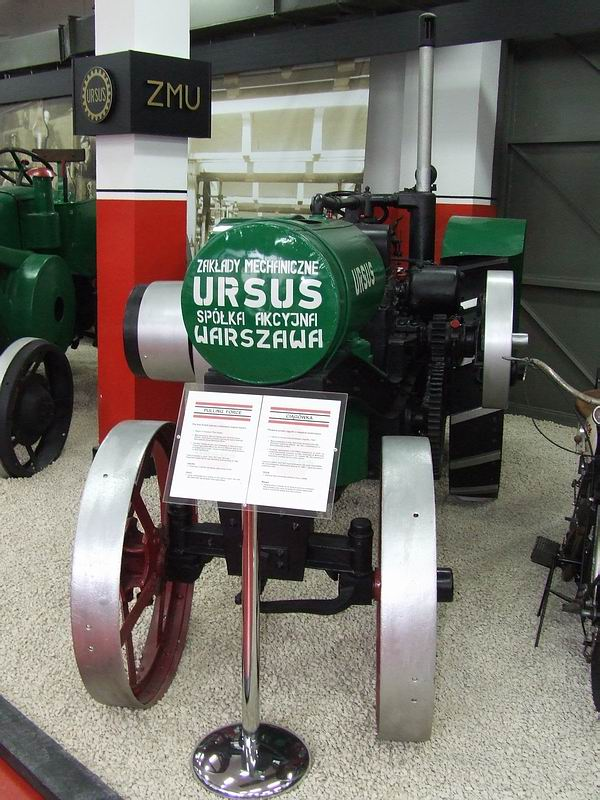
Ciągówka Ursus là máy kéo nông trai Ba Lan đầu tiên, sản xuất từ 1922–1927 ở Nhà máy Ursus.

Về mặt thống kê, đa số công dân sống ở nông thôn (75% năm 1921), nông dân chiếm đến 65% dân số; năm 1929, sản xuất nông nghiệp là 65% của GDP Ba Lan. Sau 123 năm chia cắt, các khu vực của nước phát triển rất bất quân, cựu đất đai của Đức phát triển nhất. Ở Đại Ba Lan và Pomerelia, thu hoạch vụ ngang mức Tây Âu, tình trạng tệ hơn rất nhiều ở phần của Ba Lan thuộc Nga, Kresy và cựu Galicia, nơi mà nông nghiệp lạc hậu và thô sơ nhất, có số lượng nông trại nhỏ lớn không thể thành công trong thị trường nội địa hoặc quốc tế. Một vấn đề khác là dân ở nông thôn quá đông, dẫn tới thất nghiệp, tình trạng sinh hoạt ở vài khu phí đông như các huyện có người Hutsul cơ cực đến nỗi có đói kém thường xuyên. Nông dân nổi loạn chống chính phủ (xem Cuộc đình công nông dân Ba Lan năm 1937), nhưng tình trạng bắt đầu thay đổi cuối thập niên 30 do việc xây dựng nhiều nhà máy ở Khu vực công nghiệp trung ương cung cấp việc làm cho hàng ngàn dân nông thôn.

### Ngoại thương Đức
Bắt đầu từ tháng 6 năm 1925 có chiến tranh quan thuế, Cộng hòa Weimar áp đặt lệnh cấm vận thương mại với Ba Lan trong gần một thập kỷ, có thuế quan và nhiều hạn chế kinh tế, sau năm 1933 thì kết thúc. Hiệp định mới quy định và thúc đẩy thương mại. Đức trở thành cộng sự thương mại lớn nhất của Ba Lan, đứng sau Anh. Tháng 10 năm 1938, Đức cấp tín dụng 60,000,000 Rm cho Ba Lan (120,000,000 zloty hay 4,800,000 bảng Anh), nhưng không thực hiện được bởi Đệ nhị thế chiến bùng phát, Đức sẽ cung cấp dụng cụ nhà máy và cơ khí mà lấy gỗ và sản phẩm nông nghiệp Ba Lan, việc thương mại này thêm vào việc mậu dịch Đức-Ba Lan đang có.

## Văn hóa giáo dục

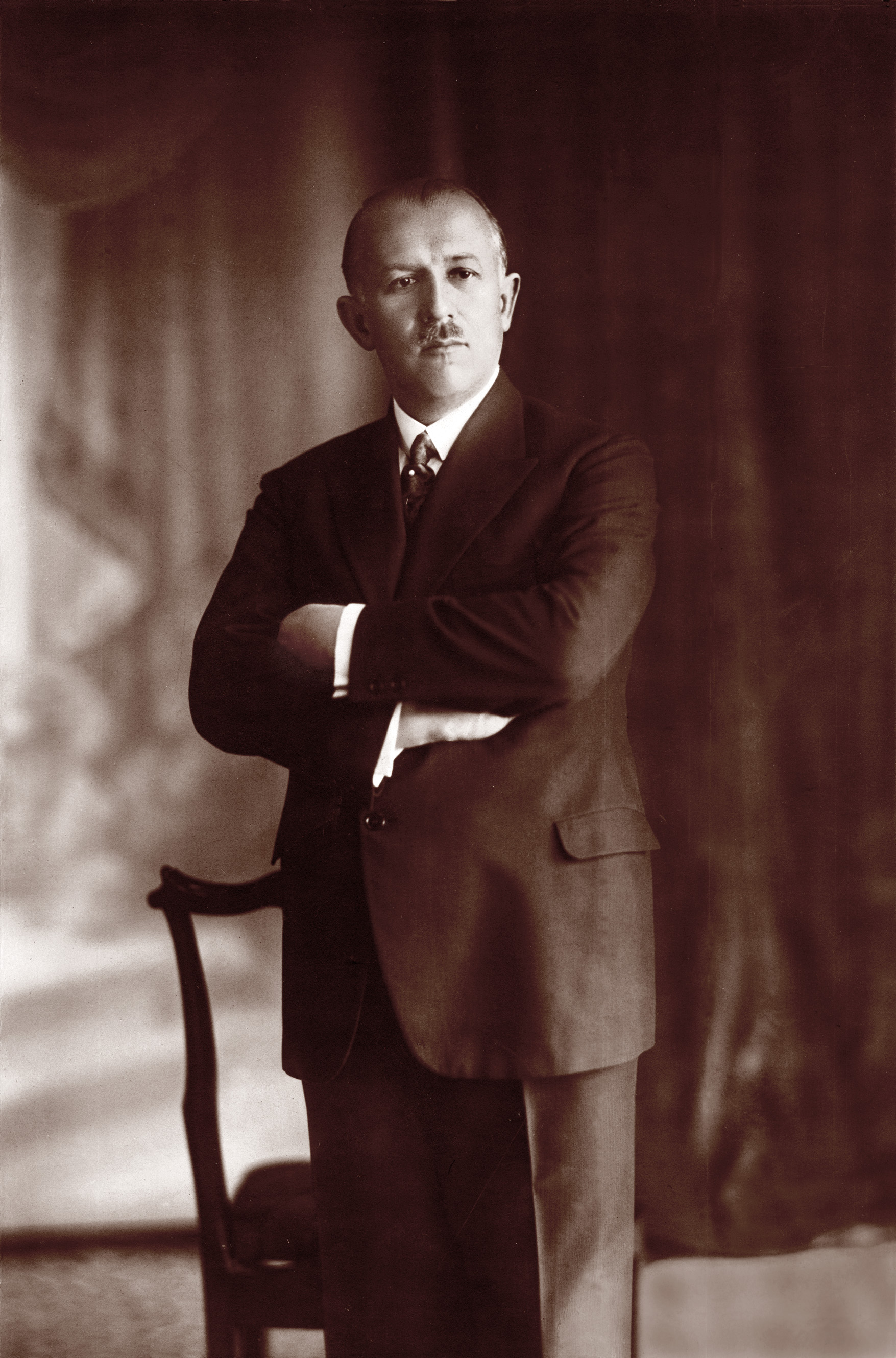
Thủ tướng Kazimierz Bartel, cũng là học giả và nhà toán học

Năm 1919, chính phủ Ba Lan quy định giáo dục cưỡng bức với mọi trẻ em từ 7 đến 14 tuổi để hạn chế mù chữ phổ tại, đặc biệt ở phần của Nga và Áo ở phía đông. Năm 1921, một phần ba số công dân mù chữ (38% ở nông thôn), quá trình xóa mù chữ chậm, nhưng đến năm 1931 thì mức mù chữ giảm xuống 23% (27% ở nông thôn) và xuống nữa đến 18% năm 1937; đến năm 1939 hơn 90% trẻ em đi học. Năm 1932, Bộ trưởng tôn giáo và giáo dục Janusz Jędrzejewicz thi hành cải cách lớn, quy định hai cấp giáo dục: giáo dục phổ biến (szkola powszechna) có ba hạng, bốn lớp + hai lớp + một lớp và giáo dục trung cấp (szkola średnia) có hai hạng, bốn lớp trung học cơ sở và hai lớp trung học phổ thông (kinh điển, nhân văn, khoa học tự nhiên và toán học). Học sinh tốt nghiệp trung học cơ sở nhận tiểu bằng, trong khi học sinh tốt nghiệp trung học phổ tổng nhận đại bằng cho phép đi học đại học.

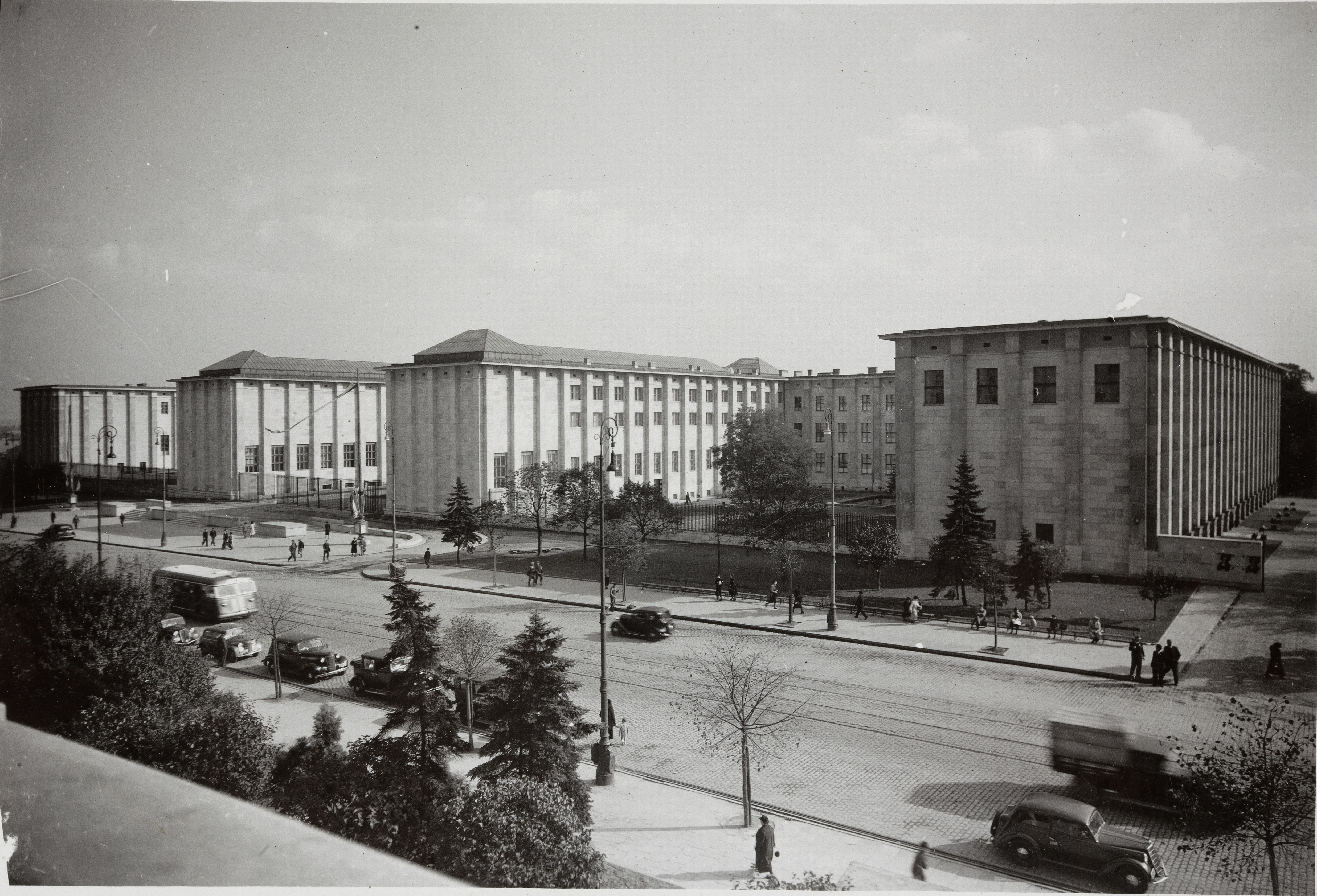
Viện bảo tàng quốc gia ở Warszawa mở cửa năm 1938

Trước năm 1918, Ba Lan có ba đại học: Đại học Jagiellonian, Đại học Warszawa và Đại học Lwów. Đại học cơ đốc giáo Lublin thành lập năm 1918, Đại học Adam Mickiewicz ở Poznań năm 1919 và cuối cùng Đại học Wilno năm 1922 sau khi sáp nhập Nước cộng hòa Trung Litva, là đại học thứ sáu. Cũng có ba viện nghiên cứu công nghệ: Đại học công nghệ Warszawa, Học viện bách khoa Lwów và Đại học khoa học công nghệ AGH ở Kraków thành lập năm 1919, Đại học khoa học sinh vật Warszawa là viện nghiên cứu nông nghiệp. Đến năm 1939 có khoảng 50,000 sinh viên, phụ nữ chiếm 28% số sinh viên đại học, là mức cao thứ hai ở châu Âu.
Khoa học Ba Lan trong thời kỳ chiến gian nổi tiếng bởi các nhà toán học ở Học viện toán học Lwów, Học viện toán học Kraków và Học viện toán học Warszawa, có nhiều triết lý gia cấp thế giới ở Học viện luân lý và triết lý Lwów-Warszawa. Florian Znaniecki sáng lập ngành xã hội học Ba Lan, Rudolf Weigl phát minh vắt xin sốt phát ban, Bronislaw Malinowski xếp vào những nhà nhân loại học quan trọng nhất thế kỷ 20.

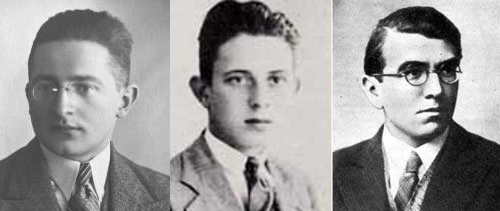
Marian Rejewski, Jerzy Różycki và Henryk Zygalski, các nhà toán học và nhà mật mã học Ba Lan làm việc phá mật mã Enigma Đức trước và trong Đệ nhị thế chiến

Về văn học Ba Lan, thi ca trội nhất thập niên 20, các nhà thơ chia thành hai nhóm: Skamanderites (Jan Lechoń, Julian Tuwim, Antoni Słonimski và Jarosław Iwaszkiewicz) và nhóm Vị Lai (Anatol Stern, Bruno Jasieński, Aleksander Wat, Julian Przyboś). Ngoài các tiểu thuyết gia có tiếng (Stefan Żeromski, Władysław Reymont) nhiều tên mới xuất hiện trong thời kỳ chiến gian: Zofia Nałkowska, Maria Dąbrowska, Jarosław Iwaszkiewicz, Jan Parandowski, Bruno Schultz, Stanisław Ignacy Witkiewicz, Witold Gombrowicz. Các nghệ sĩ khác bao gồm nhà điêu khắc Xawery Dunikowski, họa sĩ Julian Fałat, Wojciech Kossak và Jacek Malczewski, nhà soạn nhạc Karol Szymanowski, Feliks Nowowiejski, Artur Rubinstein và ca sĩ Jan Kiepura
Nhạc kịch rất được ưa thích trong thời kỳ chiến gian, có ma trung tâm chính ở Warszawa, Wilno và Lwów; tổng cộng có 103 nhà hát ở Ba Lan và các cơ sở nhạc kịch khác (bao gồm 100 nhà hát dân gian). Năm 1936, 5 triệu người xem các cuộc biểu diễn khác nhau, các nhân vật chính của ngành nhạc kịch Ba Lan bao gồm Juliusz Osterwa, Stefan Jaracz và Leon Schiller. Ngoài ra, trước khi chiến tranh bùng phát thì có xấp xỉ một triệu máy radio (xem Trạm phát thanh ở Ba Lan chiến gian)

## Phân giới hành chính
Khu vực hành chính của nước dựa trên hệ thống ba cấp, cấp thấp nhất là gminy, là thị trấn địa phương và chính phủ thị trấn giống như xã hay huyện, gminy hợp thành powiaty (giống như quận), powiaty hợp thành województwa (giống như tỉnh).
| Tỉnh Ba Lan (1 tháng 4 năm 1937)                                          |                       |                   |                                  |                           |
| Biển số xe(bắt đầu năm 1937)                                              | Tỉnh hay thành phố    | Thủ phủ           | Diện tích (1930) theo 1,000s km² | Dân số (1931) theo 1,000s |
| 00–19                                                                     | Thành phố Warszawa    | Warsaw            | 0.14                             | 1,179.5                   |
| 85–89                                                                     | warszawskie           | Warsaw            | 31.7                             | 2,460.9                   |
| 20–24                                                                     | białostockie          | Białystok         | 26.0                             | 1,263.3                   |
| 25–29                                                                     | kieleckie             | Kielce            | 22.2                             | 2,671.0                   |
| 30–34                                                                     | krakowskie            | Kraków            | 17.6                             | 2,300.1                   |
| 35–39                                                                     | lubelskie             | Lublin            | 26.6                             | 2,116.2                   |
| 40–44                                                                     | lwowskie              | Lwów              | 28.4                             | 3,126.3                   |
| 45–49                                                                     | łódzkie               | Łódź              | 20.4                             | 2,650.1                   |
| 50–54                                                                     | nowogródzkie          | Nowogródek        | 23.0                             | 1,057.2                   |
| 55–59                                                                     | poleskie (Polesia)    | Brześć nad Bugiem | 36.7                             | 1,132.2                   |
| 60–64                                                                     | pomorskie (Pomerania) | Toruń             | 25.7                             | 1,884.4                   |
| 65–69                                                                     | poznańskie            | Poznań            | 28.1                             | 2,339.6                   |
| 70–74                                                                     | stanisławowskie       | Stanisławów       | 16.9                             | 1,480.3                   |
| 75–79                                                                     | śląskie (Silesian)    | Katowice          | 5.1                              | 1,533.5                   |
| 80–84                                                                     | tarnopolskie          | Tarnopol          | 16.5                             | 1,600.4                   |
| 90–94                                                                     | wileńskie             | Wilno             | 29.0                             | 1,276.0                   |
| 95–99                                                                     | wołyńskie (Volhynian) | Łuck              | 35.7                             | 2,085.6                   |
| Giới tuyến vài tỉnh phía tây và trung tâm sửa đổi ngày 1 tháng 4 năm 1938 |                       |                   |                                  |                           |

## Thống kê dân số

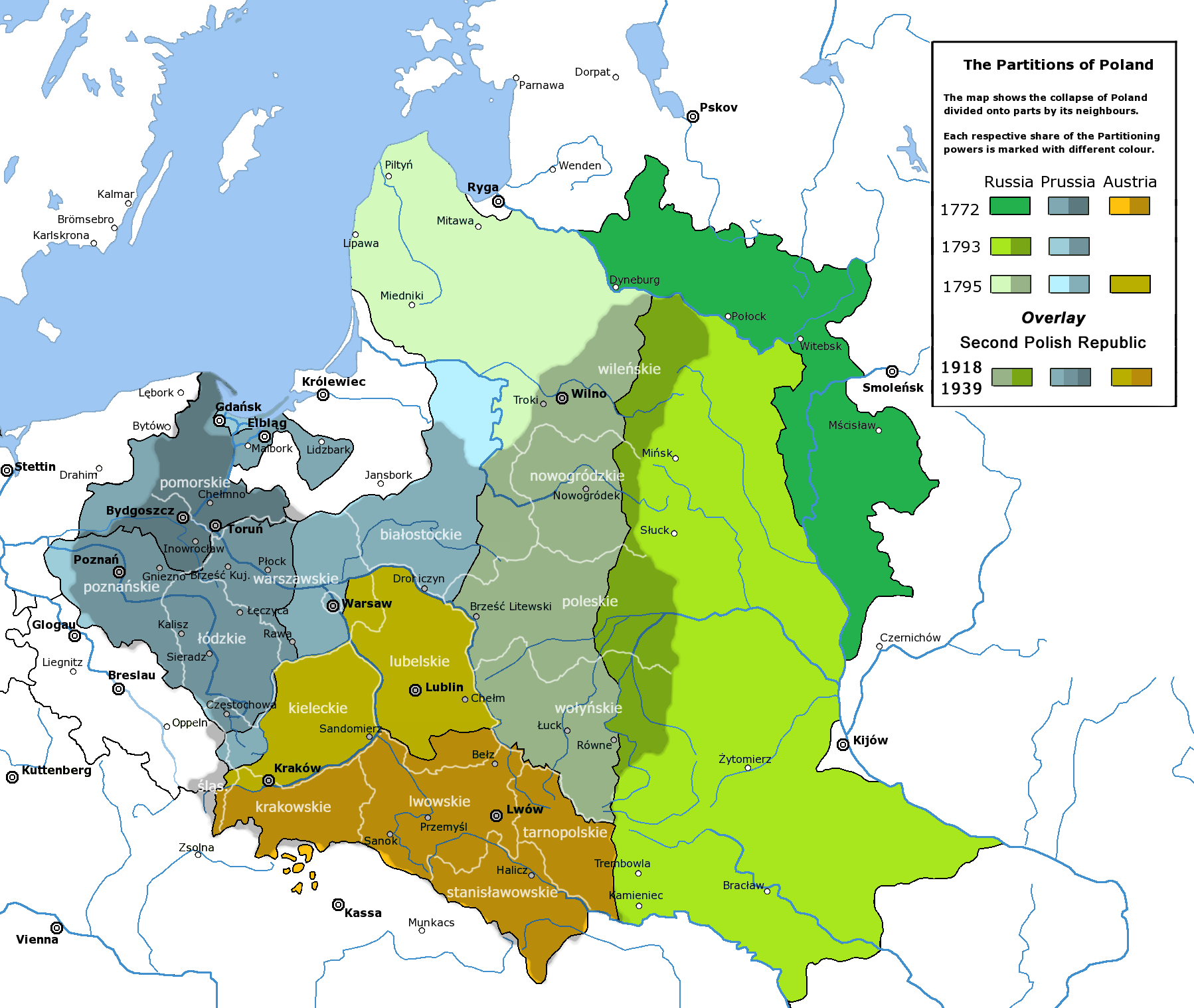
Ba Lan phân khu có Đệ nhị cộng hòa phủ lên. Hầu hết lãnh thổ bị Đế quốc Nga sáp nhập (các sắc thái xanh lá) vẫn của Liên Xô và là nơi xảy ra cuộc diệt chủng người Ba Lan năm 1938.

Về khía cạnh lịch sử, Ba Lan là nước đa dân tộc, đặc biệt sau khi giành được độc lập sau Đệ nhất thế chiến và Hòa ước Riga chấm dứt Chiến tranh Nga-Ba Lan. Thống kê dân số năm 1921 biểu thị rằng 30.8% dân số là các dân tộc thiểu số, so với 1.6% (chỉ gắn bó với dân tộc phi Ba Lan) hay 3.8% (chỉ gắn bó với dân tộc Ba Lan lẫn dân tộc khác) năm 2011. Cuộc di cư tự phát đầu tiên khỏi Liên Xô của 500,000 người Ba Lan diễn ra khi Ba Lan độc lập tái thiết, trong đợt thứ hai giữa tháng 11 năm 1919 và tháng 6 năm 1924 khoảng 1,200,000 người rời lãnh thổ Nga; ước tính rằng 460,000 người có tiếng mẹ đẻ là tiếng Ba Lan. Theo thống kê dân số năm 1931, 68.9% dân số là người Ba Lan, 13.9% là người Ukraina, 10% người Do Thái, 3.1% người Bạch Nga, 2.3% người Đức và 2.8% dân tộc khác, bao gồm người Litva, Séc, Armenia, Nga và Romania. Tình thế dân tộc thiểu số là vấn đề phức tạp và thay đổi trong thời kỳ.
Ba Lan là nước đa tôn giáo, năm 1921 16,057,229 người Ba Lan (xấp xỉ 62.5%) là tín đồ Công giáo La Mã, 3,031,057 (xấp xỉ 11.8%) tín đồ Công giáo Đông phương (chủ yếu Công giáo Ukraina và Armenia), 2,815,817 (xấp xỉ 10.95%) tín đồ Chính thống giáo Hy Lạp, 2,771,949 (xấp xỉ 10.8%) đạo Do Thái và 940,232 (xấp xỉ 3.7%) đạo Tin lành (chủ yếu giáo phái Lutheran).
Đến năm 1931, Ba Lan có dân số Do Thái lớn thứ hai trong thế giới, một phần năm tổng số người Do Thái sống trong biên giới (xấp xỉ 3,136,000 người). Dân số đô thị của Ba Lan tăng đều đặn; năm 1921 chỉ 24% người Ba Lan sống ở thành phố, cuối thập niên 30 thì 30%. Trong hơn một thập kỷ, dân số Warszawa tăng 200,00, Łódź 150,000, Poznań 100,000 không chỉ vì di cư nội địa mà còn vì sinh suất cực cao.

### Các thành phố lớn nhất ở Đệ nhị cộng hòa

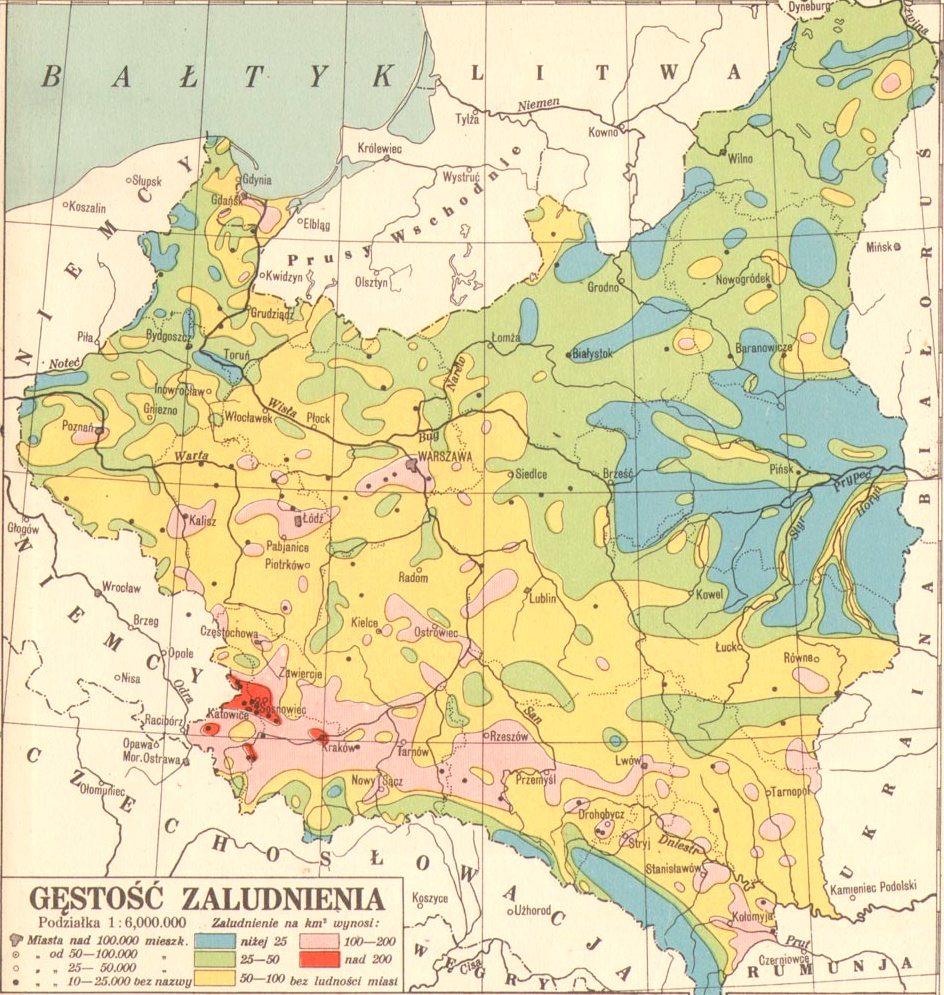
Mật độ dân số Ba Lan năm 1930

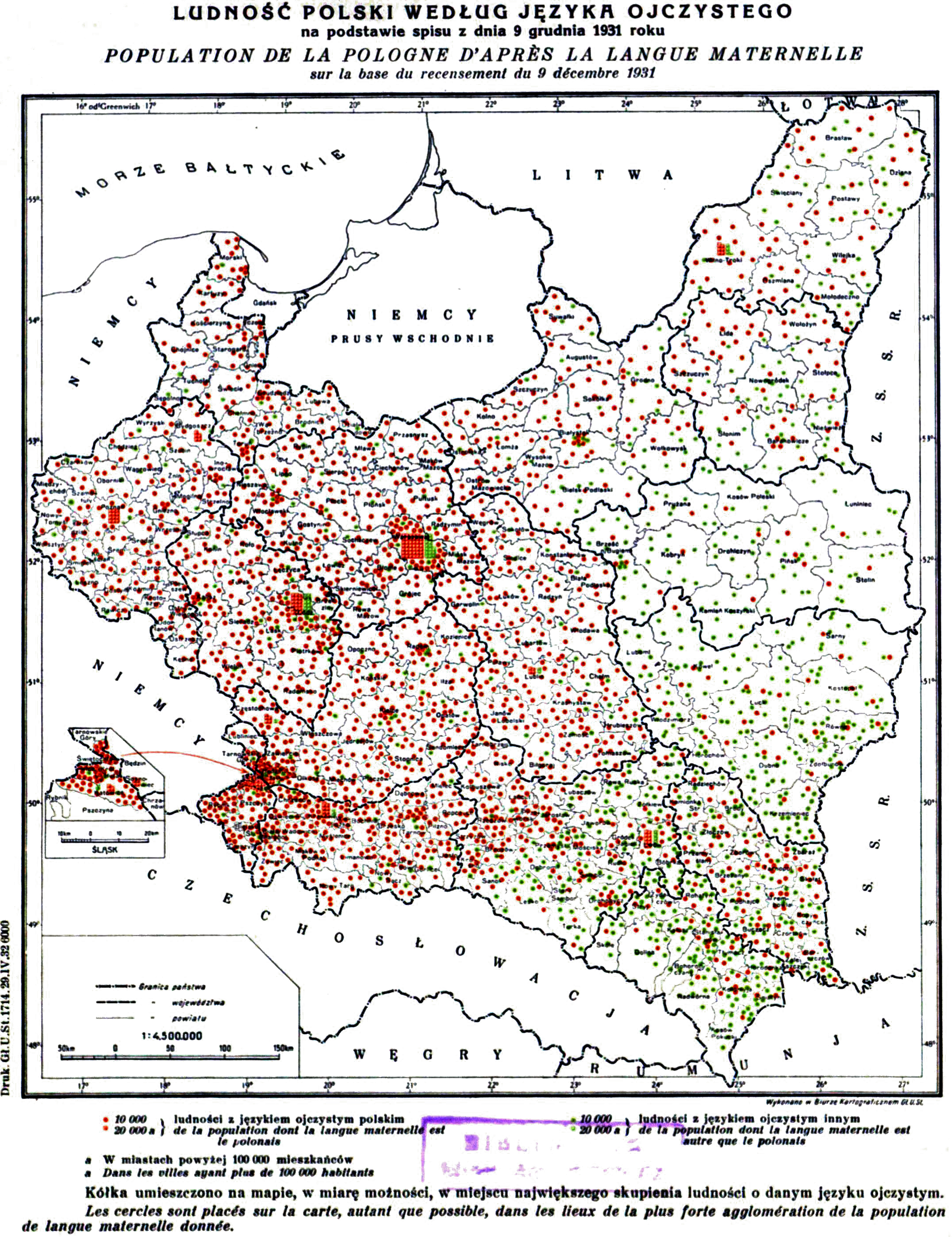
Bản đồ đương thời biểu hiện tần suất ngôn ngữ năm 1931 ở Ba Lan; màu đỏ: hơn 50% người có tiếng mẹ đẻ Ba Lan; màu xanh: hơn 50% tiếng mẹ đẻ ngoài tiếng Ba Lan, bao gồm tiếng Yiddish, tiếng Do Thái, tiếng Ukraina, tiếng Bạch Nga, tiếng Nga và các tiếng kém phổ biến khác

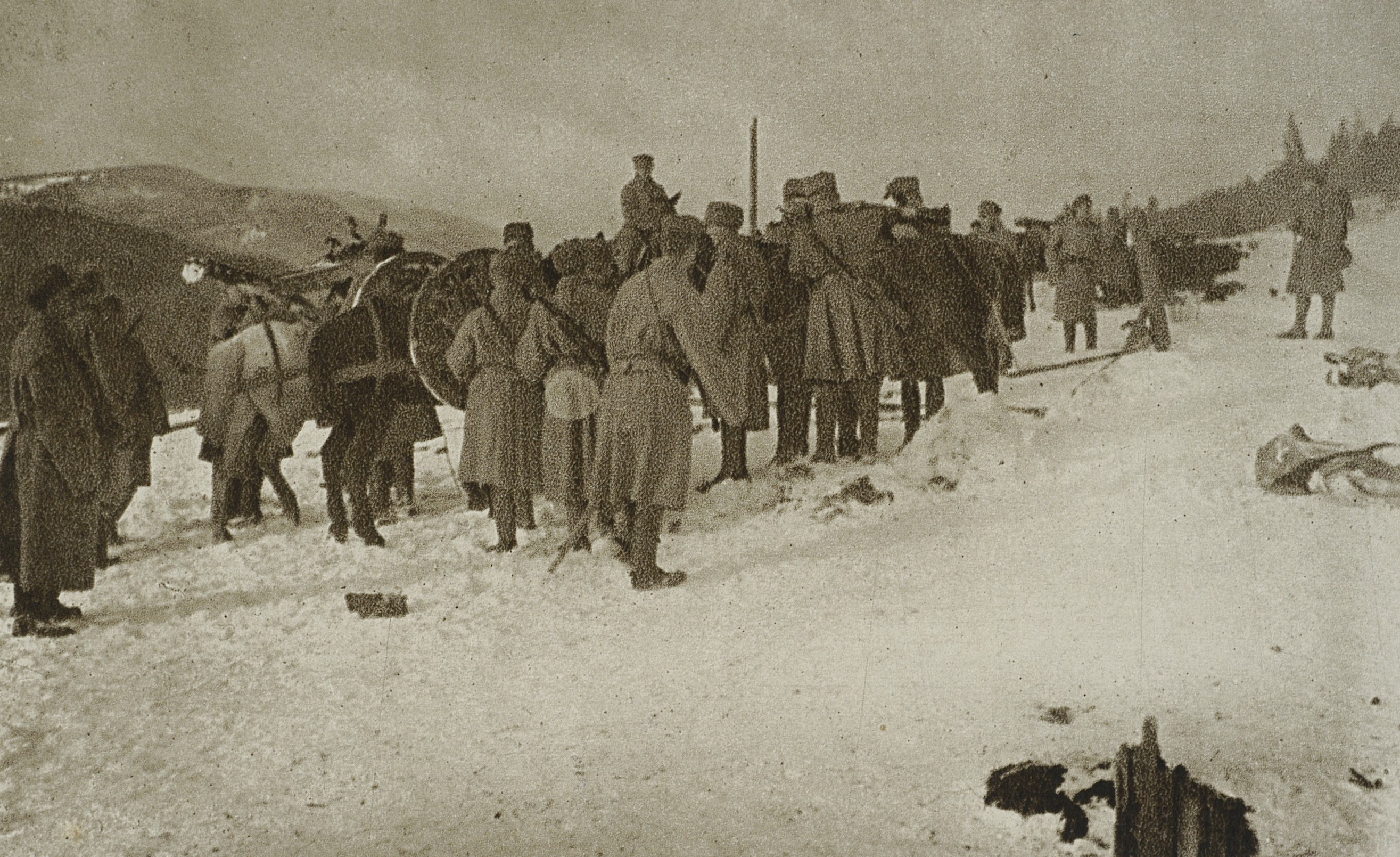
Sĩ quan Lữ đoàn núi thứ hai của Quân đoàn Ba Lan trong Đệ nhất thế chiến hoạch định biên giới Ba Lan-Tiệp Khắc gần đỉnh núi Popadia ở Gorgany trong thời kỳ thành lập Đệ nhị nước cộng hòa năm 1915

|    | Thành phố            | Dân số    | Tỉnh                   |
| -- | -------------------- | --------- | ---------------------- |
| 1  | Warsaw               | 1,289,000 | Warszawa               |
| 2  | Łódź                 | 672,000   | Łódź                   |
| 3  | Lwów                 | 318,000   | Lwów                   |
| 4  | Poznań               | 272,000   | Poznań                 |
| 5  | Krakow               | 259,000   | Kraków                 |
| 6  | Wilno                | 209,000   | Wilno                  |
| 7  | Bydgoszcz            | 141,000   | Poznańsau là Pomerania |
| 8  | Częstochowa          | 138,000   | Kielce                 |
| 9  | Katowice             | 134,000   | Silesia                |
| 10 | Sosnowiec            | 130,000   | Kielce                 |
| 11 | Lublin               | 122,000   | Lublin                 |
| 12 | Gdynia               | 120,000   | Pomerania              |
| 13 | Chorzów              | 110,000   | Silesia                |
| 14 | Białystok            | 107,000   | Białystok              |
| 15 | Kalisz               | 81,000    | Poznań                 |
| 16 | Radom                | 78,000    | Kielce                 |
| 17 | Toruń                | 62,000    | Pomerania              |
| 18 | Stanisławów          | 60,000    | Stanisławów            |
| 19 | Kielce               | 58,000    | Kielce                 |
| 20 | Włocławek            | 56,000    | Pomerania              |
| 21 | Grudziądz            | 54,000    | Pomerania              |
| 22 | Brześć nad Bugiem    | 51,000    | Polesie                |
| 23 | Piotrków Trybunalski | 51,000    | Łódź                   |
| 24 | Przemyśl             | 51,000    | Lwów                   |

### Mật độ dân số tiền chiến
| Thời gian                             | Dân số     | Phần trăm dân số nông thôn | Mật độ dân số (mỗi km²) | Dân tộc thiểu số (tổng cộng) |
| ------------------------------------- | ---------- | -------------------------- | ----------------------- | ---------------------------- |
| 30 tháng 9 năm 1921 (thống kê dân số) | 27,177,000 | 75.4%                      | 69.9                    | 30,77%                       |
| 9 tháng 12 năm 1931 (thống kê dân số) | 32,348,000 | 72.6%                      | 82.6                    | 31.09%                       |
| 31 tháng 12 năm 1938 (ước tính)       | 34,849,000 | 70.0%                      | 89.7                    | Khuynh hướng nhập cư đi lên  |

## Địa vị của dân tộc thiểu số

### Người Do Thái
Từ thập niên 20, chính phủ Ba Lan không cho phép người Do Thái nhận tiền vay ngân hành chính phủ, có việc làm công và lấy giấy phép kinh doanh, từ thập niên 30 nhiều hạn chế với cửa hàng, công ty xuất khẩu Do Thái và shechita cùng với việc người Do Thái hành nghề y và pháp lý, người Do Thái trong hiệp hội kinh doanh và đăng ký vào đại học thi hành. Phong trào chính trị Dân chủ quốc dân (Narodowa Demokracja) cực tả thường tổ chức tẩy chay chống Do Thái, sau khi Józef Pilsudski năm 1935 thì cường hóa nỗ lực, dẫn tới bạo lực trong trường hợp cực đoan ở thị trấn nhỏ khắp nước. Năm 1937, Dân chủ quốc dân thông qua nghị quyết rằng "mục tiêu và nhiệm vụ chính là loại trừ người Do Thái khỏi mọi phạm vi đời sống xã hội, kinh tế và văn hóa của Ba Lan". Chính phủ phản ứng bằng cách thành lập Phái đoàn kết dân tộc (OZON), năm 1938 kiểm soát Quốc hội và soạn thảo luật kỳ thị Do Thái giống như những luật chống Do Thái ở Đức, Hung Nha Lợi và Romania. OZON kêu gọi người Do Thái di cư hàng loạt khỏi Ba Lan, hạn chế số sinh viên Do Thái (xem Băng ghế Do Thái) và hạn chế khác với quyền lợi Do thái. Theo William W. Hagen, đến 1939, trước khi chiến tranh bùng phát, người Do Thái gốc Ba Lan bị dọa bằng tình trạng giống như ở Đức Quốc xã.

### Người Ukraina
Chính phủ tiền chiến hạn chế quyền lợi của người tuyên bố quốc tịch Ukraina, theo Chính thống giáo phương đông và sống ở Kresy Đệ nhị nước cộng hòa. Ngôn ngữ Ukraina bị hạn chế về mọi bộ môn, đặc biệt với cơ quan chính phủ và thuật ngữ "Ruthenian" áp đặt để cố cấm việc dùng từ "Ukrainian". Người Ukraina bị phân thành nông dân hạng nhì vô học hoặc người thế giới thứ ba và hiếm khi sống ngoài Kresy vì chứng sợ người Ukraina và các hạn chế áp đặt. Nhiều nỗ lực khôi phục quốc gia Ukraine bị đàn áp và sự bạo lực hay khủng bố đương thời do Tổ chức quốc dân Ukraina chủ trương bị làm nổi bật để tạo hình ảnh "người man rợ phương đông hung ác."

## Địa lý
Đệ nhị nước cộng hòa chủ yếu bằng phẳng, có độ cao trung bình 233 m (764 ft) so với mặt nước biển, ngoại trừ Dãy núi Karpat cực nam (sau Đệ nhị thế chiến và biên giới thay đổi, độ cao trung bình giảm xuống 173 m hay 568 ft). Chỉ 13% lãnh thổ dọc biên giới phía nam cao hơn 300 m (980 ft), điểm cao nhất của nước là Núi Rysy, 2499 m (8,199 ft) so với mặt nước biển ở Núi Tatrat tại Karpat, 95 km (59 dặm) phía nam Kraków. Giữa tháng 10 năm 1938 và tháng 9 năm 1939, điểm cao nhất là Lodowy Szcyzt (trong tiếng Slovakia là Ľadový štít), cao 2,627 m (8,619 dặm) so với mặt nước biển. Hồ lớn nhất là Hồ Narach.

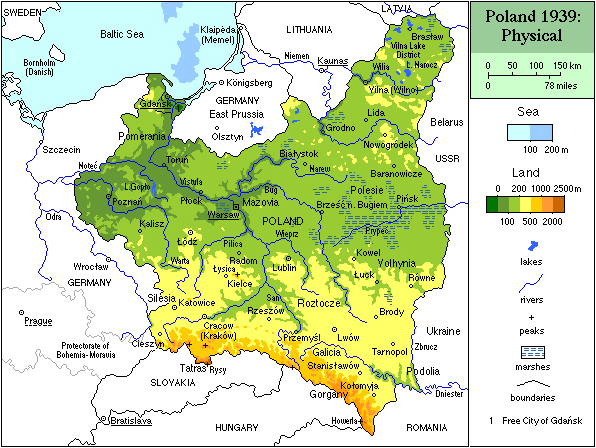
Bản đồ địa lý Đệ nhị nước cộng hòa

Diện tích tổng cộng của Ba Lan, sau khi Zaolzie bị sáp nhập, là 389,720 km vuông (150,470 dặm vuông), từ bắc đến nam dài 903 km (561 dặm), từ đông đến tây dài 894 km (556 dặm). Ngày 1 tháng 1 năm 1938, độ dài biên giới là 5,529 km (3,436 dặm), bao gồm bờ biển 140 km (87 dặm) mà 71 km (44 dặm) thuộc về bán đảo Hel, biên giới 1,412 km (877 dặm) với Liên Xô, 948 km với Tiệp Khắc (đến năm 1938), 1,912 km (1,188 dặm) với Đức (cùng với Đông Phổ) và 1,081 km (672 dặm) với các nước khác (Litva, Romania, Latvia, Danzig). Nhiệt độ trung bình hằng năm ấm nhất là 9.1 oC (48.4 oF) ở Kraków trong các thành phố lớn của Đệ nhị nước cộng hòa, lạnh nhất ở Wilno (7.6 oC hay 45.7 oF năm 1938). Các điểm địa lý cực độ ở Ba Lan ba gồm Sông Przeświata ở phía bắc (ở quận Braslaw tỉnh Wilno), Sông Manczin ở phía nam (ở quận Kosów tỉnh Stanislawów), Spasibiorski gần đường ray đến Polock ở phía đông (ở quận Dzisna tỉnh Wilno) và Mukocinek gần Sông Warta và Hồ Meszyn ở phía tây (ở quận Międzychód tỉnh Poznań).

### Nước
Gần 75% lãnh thổ Ba Lan chiến gian tháo nước về phía đông vào Biển Baltic theo sông Vistula (tổng diện tích lưu vực sông Vistula trong lãnh thổ Ba Lan là 180,300 km vuông hay 69,900 dặm vuông), sông Neman (51,600 km vuông hay 19,000 dặm vuông), sông Oder (46,700 km vuông hay 18,000 dặm vuông) và sông Daugava (10,400 km vuông hay 4,000 dặm vuông), phần còn lại của nước tháo về phía nam vào Biển Đen theo sông tháo vào sông Dnepr (sông Pripyat, sông Horyn và sông Styr, diện tích tổng cộng 61,500 km vuông hay 23,700 dặm vuông) và sông Dnister (41,400 km vuông hay 16,000 dặm vuông).

## Cuộc xâm lược Ba Lan của Đức-Liên Xô năm 1939

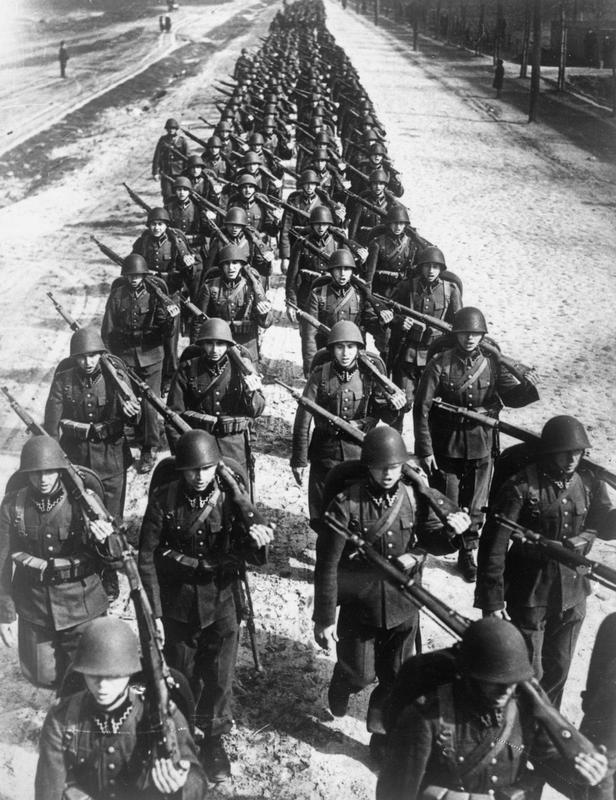
Bộ binh Ba Lan hành quân năm 1939

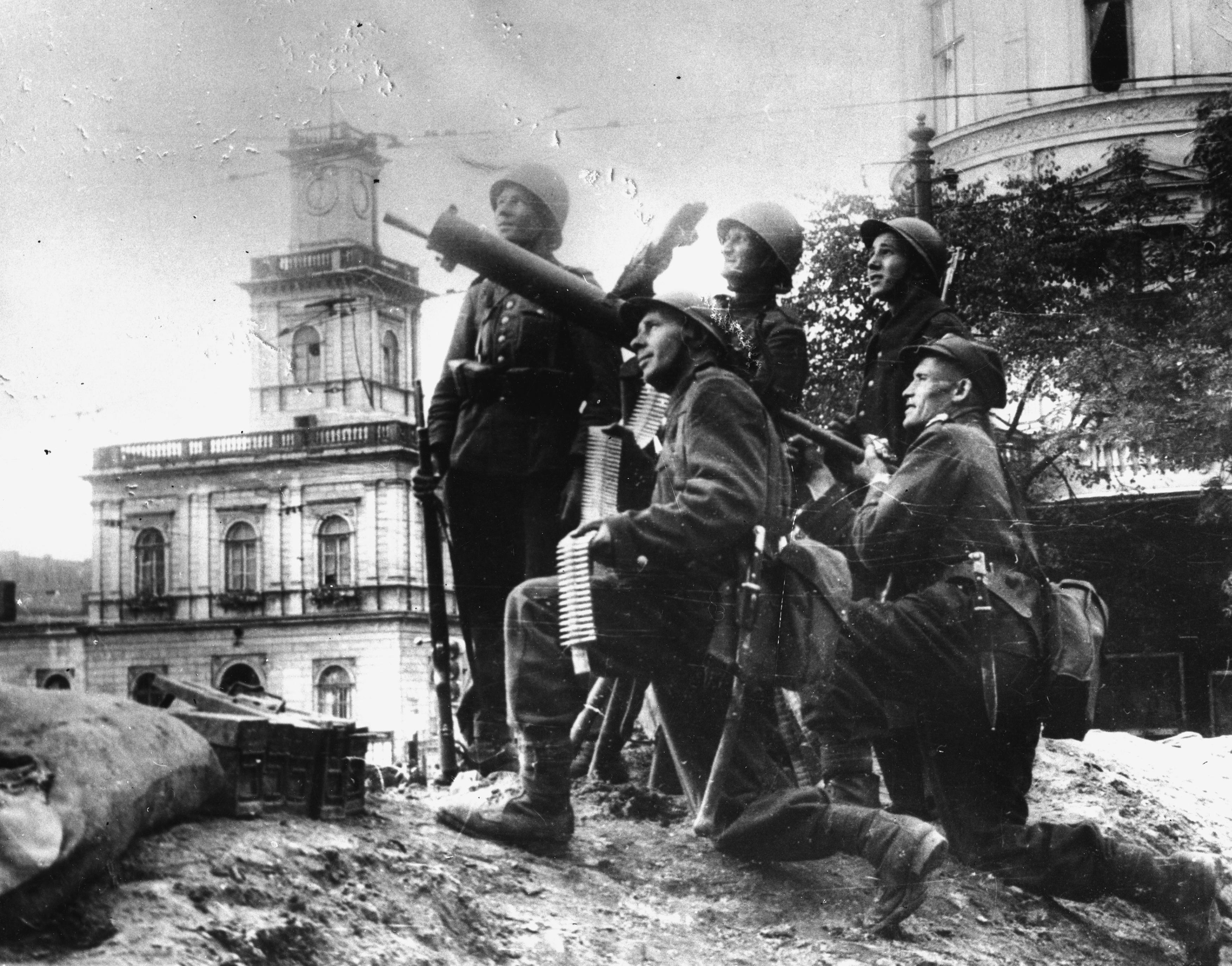
Lính Ba Lan cùng pháo chống phi cơ gần Trạm trung ương Warszawa trong những ngày đầu tiên tháng 9 năm 1939

Đệ nhị thế chiến năm 1939 chấm dứt chủ quyền Ba Lan, quân Đức xâm lược vào ngày 1 tháng 9 năm 1939, một tuần sau khi Đức cùng Liên Xô ký Hiệp ước Xô-Đức bí mật, ngày đó Đức và Slovakia tấn công Ba Lan và vào ngày 17 tháng 9 quân Xô Viết tấn công đông Ba Lan. Warszawa thất thủ ngày 28 tháng 9 sau cuộc vây đánh 21 ngày. Phong trào khánh chiến công khai ngưng ngày 6 tháng 10 năm 1939 sau Trận Kock, Đức và Liên Xô chiếm đóng hầu hết nước. Litva sáp nhập Khu vực Vilnius, Slovaia chiếm khu dọc biên giới phía nam, bao gồm Górna Orawa và Tatranská Javorina mà Ba Lan sáp nhập từ Tiệp Khắc tháng 10 năm 1938. Ba Lan không đầu hàng nhưng tiếp tục chiến đấu có chính phủ lưu vong cùng Chính phủ địa hạ Ba Lan che chở. Sau việc ký kết Hiệp ước hữu nghị, hợp tác và phân ranh giới Đức-Nga ngày 28 tháng 9 năm 1939, đất Ba Lan bị Đức chiếm đóng hoặc bị sáp nhập vào nước hay thành một phần của Chính quyền chiếm đóng, Liên Xô sáp nhập đông Ba Lan, một phần cho Bạch Nga và một phần cho Ukraina sau cuộc bầu cử các nghị hội nhân dân Tây Ukraina (tháng 11 năm 1939) và Tây Bạch Nga (22 tháng 10 năm 1939).

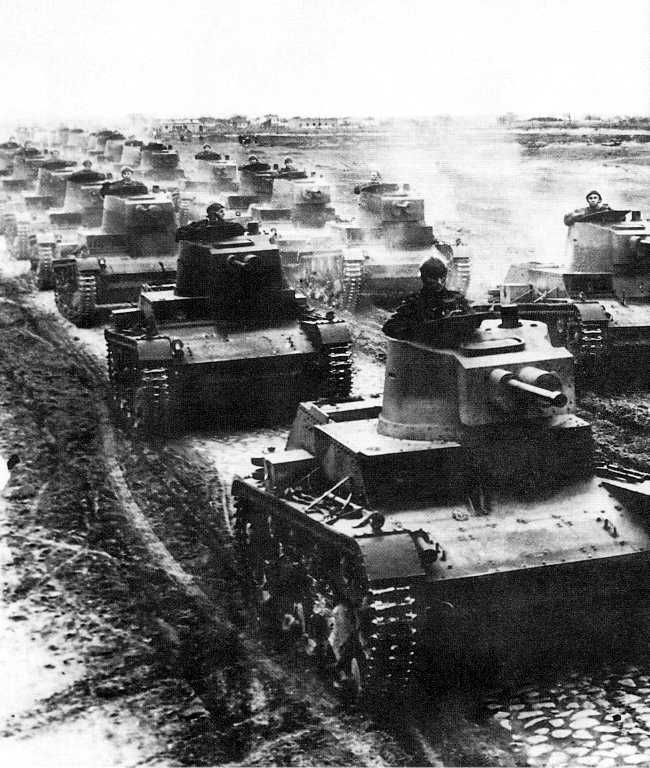
Polish 7TP light tanks

Kế hoạch tác chiến Ba Lan (Kế hoạch phía tây và Kế hoạch phía đông) thất bại ngay khi Đức xâm lược năm 1939; tổn thất giao chiến (giết và mất trong hành động) là 70,000 lính, còn 420,000 bị bắt làm tù nhân, tổn thất do Hồng quân (xâm lược ngày 17 tháng 9) thêm 6,000 đến 7,000 lính giết và mất tích trong hành động, 250,000 làm tù nhân. Tuy quân đội Ba Lan ở trong tình thế bất lợi—phe Đồng minh bị động—nhưng gây được thiệt hại nghiêm trọng với kẻ thù: 20,000 lính Đức bị giết hay mất tích trong hành động, 674 xe tăng và 319 xe bọc thép bị phá hủy hay hư hại nặng nề, 230 phi cơ bị bắn hạ, Hồng quân mất 2,500 lính (giết hoặc mất tích trong hành động), 150 xe bọc thép và 20 phi cơ. Cuộc xâm lược Ba Lan của Liên Xô, cộng với thiếu viện trợ đã hứa của Đồng minh phương Tây, dẫn tới lực lượng Ba Lan đại bại ngày 6 tháng 10 năm 1939.

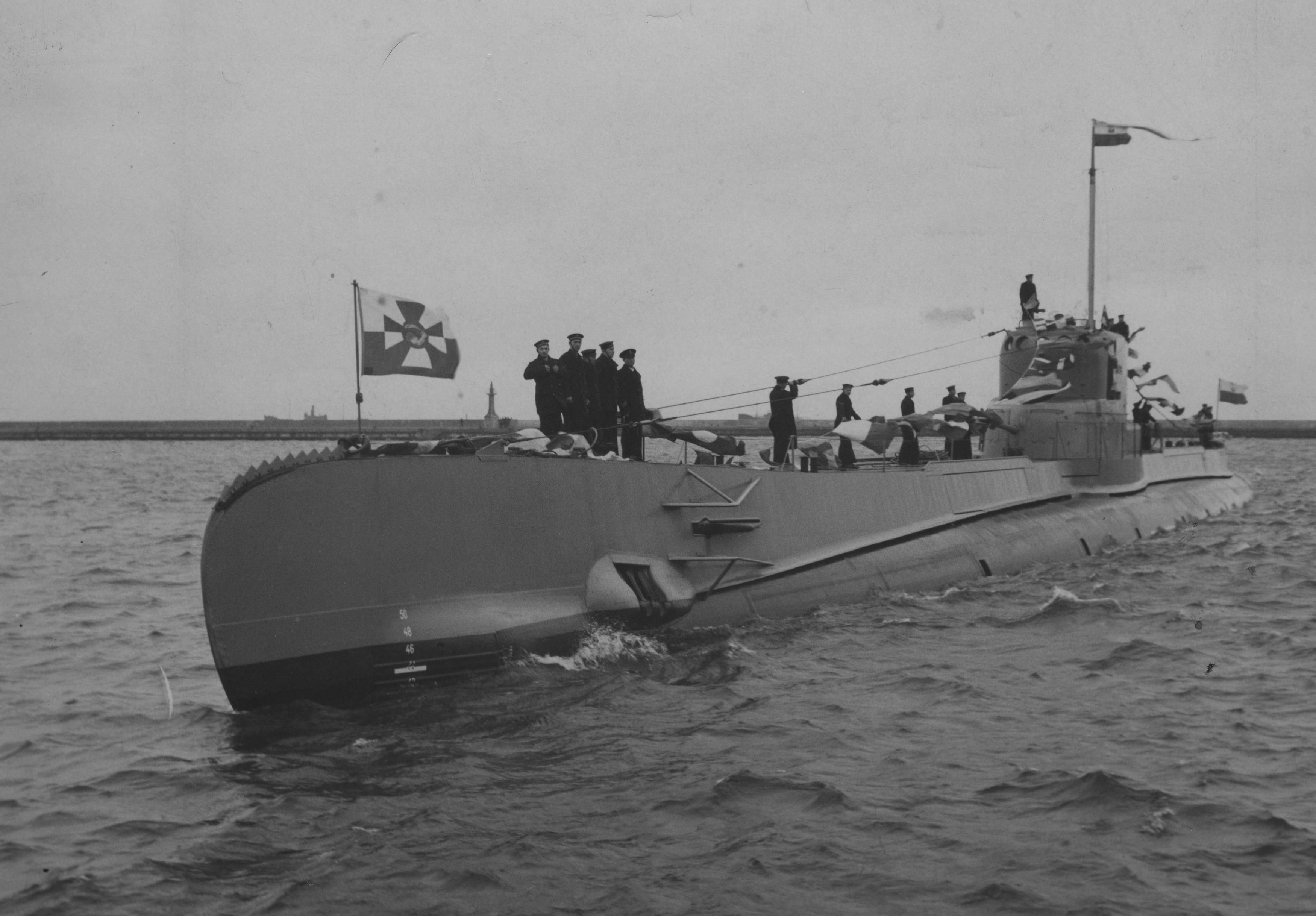
ORP Orzeł là tàu dẫn của hạng tàu ngầm phục vụ trong Hải quân Ba Lan trong Đệ nhị thế chiến.

Có truyền thuyết phổ biển rằng kỵ binh Ba Lan có giáo tấn công xe tăng Đức trong chiến dịch tháng 9 năm 1939. Thường thuật lại, đầu tiên do các nhà báo Ý tường trình làm tin tuyên truyền Đức, truyền thuyết liên quan đến hành vi của Trung đoàn đánh giáo thứ 18 Ba Lan gần Chonjnice, do báo cáo sai về xung đột duy nhất ngày 1 tháng 9 năm 1939 gần Krojanty, khi hai đội kỵ binh có kiếm phục kích và hủy diệt bộ binh Đức. Sau nửa đêm, Sư đoàn thứ hai (cơ giới hóa) buộc phải rút lui bởi kỵ binh Ba Lan trước khi họ bị xe bọc thép Đức phục kích. Truyền thuyết hình thành vì vài xe bắn hạ 20 lính trong khi kỵ binh chạy thoát, nhưng ngay cả điều này không thể thuyết phục mọi người xem lại quan điểm; vài người nghĩ rằng kỵ binh bị dùng sai trong năm 1939.
Giữa năm 1939 và 1990, chính phủ lưu vong Ba Lan hoạt động ở Paris và sau này ở London, tự coi bản thân là đại biểu hợp pháp và chính đáng duy nhất của dân tộc Ba Lan. Năm 1990, Tổng thống lưu vong cuối cùng, Ryszard Kaczorowski, giao huy hiệu tổng thống cho Tổng thống mới đắc cử Lech Wałęsa, báo hiệu tính liên tục từ Đệ nhị sang Đệ tam nước cộng hòa.

### Chính trị ngoại giao
- Cienciala, Anna M. "The Foreign Policy of Józef Pi£sudski and Józef Beck, 1926–1939: Misconceptions and Interpretations," The Polish Review (2011) 56#1 pp. 111–151 in JSTOR; earlier version
- Cienciala, Anna M. (1968), Poland the Western Powers, 1938–1939. A Study in the Interdependence of Eastern and Western Europe. PDF, Kansas U. Press.
- Cienciala, Anna M., and Titus Komarnicki (1984), From Versailles to Locarno, Keys to Polish Foreign Policy, 1919–1925 PDF, Kansas U. Press.
- Drzewieniecki, Walter M. "The Polish Army on the Eve of World War II," Polish Review (1981) 26#3 pp 54–64.
- Garlicki, Andrzej. Józef Piłsudski, 1867–1935 (New York: Scolar Press 1995), scholarly biography; one-vol version of 4 vol Polish edition
- Hetherington, Peter. Unvanquished: Joseph Pilsudski, Resurrected Poland, and the Struggle for Eastern Europe (2012) 752pp excerpt and text search
- Jędrzejewicz, W. Piłsudski. A Life for Poland (1982), scholarly biography
- Kantorosinski, Zbigniew. Emblem of Good Will: a Polish Declaration of Admiration and Friendship for the United States of America. Washington, DC: Library of Congress (1997)
- Polonsky, A. Politics in Independent Poland, 1921–1939: The Crisis of Constitutional Government (1972)
- Riekhoff, H. von. German-Polish Relations, 1918–1933 (Johns Hopkins University Press 1971)
- Rothschild, J. Piłsudski's Coup d'État (New York: Columbia University Press 1966)
- Wandycz, P. S. Polish Diplomacy 1914–1945: Aims and Achievements (1988)
- Wandycz, P. S. Soviet-Polish Relations, 1917–1921 (Harvard University Press 1969)
- Wandycz, P. S. The United States and Poland (1980)
- Zamoyski, Adam. Warsaw 1920: Lenin's Failed Conquest of Europe (2008) excerpt and text search

### Chủ đề xã hội kinh tế
- Abramsky, C. et al. eds. The Jews in Poland (Oxford: Blackwell 1986)
- Blanke, R. Orphans of Versailles. The Germans in Western Poland, 1918–1939 (1993)
- Gutman, Y. et al. eds. The Jews of Poland Between Two World Wars (1989).
- Landau, Z. and Tomaszewski, J. The Polish Economy in the Twentieth Century (Routledge, 1985)
- Moklak, Jaroslaw. The Lemko Region in the Second Polish Republic: Political and Interdenominational Issues 1918–1939 (2013); covers Old Rusyns, Moscophiles and National Movement Activists, & the political role of the Greek Catholic and Orthodox Churches
- Olszewski, A. K. An Outline of Polish Art and Architecture, 1890–1980 (Warsaw: Interpress 1989.)
- Roszkowski, W. Landowners in Poland, 1918–1939 (Cambridge University Press, 1991)
- Staniewicz, Witold. "The Agrarian Problem in Poland between the Two World Wars," Slavonic and East European Review (1964) 43#100 pp. 23–33 in JSTOR
- Taylor, J. J. The Economic Development of Poland, 1919–1950 (Cornell University Press 1952)
- Wynot, E. D. Warsaw Between the Wars. Profile of the Capital City in a Developing Land, 1918–1939 (1983)
- Żółtowski, A. Border of Europe. A Study of the Polish Eastern Provinces (London: Hollis & Carter 1950)
- Eva Plach, "Dogs and dog breeding in interwar Poland," Canadian Slavonic Papers 60. no 3-4